# HUGっと!プリキュア
『HUGっと!プリキュア』（はぐっと プリキュア、HUGTTO! PRECURE）は、2018年2月4日から2019年1月27日まで、朝日放送テレビの制作によりテレビ朝日系列で、毎週日曜8時30分から9時（JST）に全49話が放送された、東映アニメーション制作のテレビアニメ。「プリキュアシリーズ」の通算15作目にして、13代目のプリキュアに当たる。
略称は「はぐプリ」。キャッチコピーは「なんでもできる！なんでもなれる！ 輝く未来を抱きしめて！」。

## 概要
「子育て」をテーマに、「子供を守るお母さん」として、赤ちゃんや人、世界のために戦うストーリーである。
ABCアニメーションプロデューサーの梅田和沙は、「愛情、友情、親愛を示す行為である『HUG（ハグ）＝だっこ』をその名に冠する、愛にあふれたプリキュアです。不思議な赤ちゃん、はぐたんを守り育てるため、襲いかかってくるワルモノたちとの戦いや、日々のお世話に大忙し。そんな多忙な毎日を『子供を守る母の愛』で明るく乗り切っていきます。プリキュアシリーズはこれまで15年間、戦うヒロインを描いてきましたが、一番身近なお母さんこそ女の子にとっての強く、優しく、カッコいいヒロイン像を体現しているのではと考え、本作品では『子供を守るお母さん』としてのプリキュアを描いていきます」、東映アニメーションプロデューサーの内藤圭祐は、「18年はプリキュアシリーズ15周年目という節目の年でもあります。シリーズとしてこれまで大切にしてきた思いもしっかりとつないで、15周年目ならではの仕掛けと、『HUGっと!プリキュア』ならではの可愛くてカッコいいプリキュアをお届けできるよう、スタッフ一同製作に全身全霊をささげてまいります」とそれぞれ語っている。
これまでのシリーズ作品と同様、本作品でも文字多重放送を実施している。前作に引き続きデータ放送を実施、前作とは異なり3枚のカードから探している絵を見つけるといったものになっている。データ放送のオーバーレイ表示機能による「リモコン操作による時計表示」は、前作に引き続き通常表示と非表示、プリキュア仕様としてハート型ではぐたんが動く「はぐたんとけい」となっている。前作まで行われていた公式スマートフォンアプリの配信は廃止され、4月よりWebアプリ「フレフレみんな!HUGっと!チャレンジ」の提供とそれを用いたデータ放送との連動企画が行われる。
本作品ではシリーズ15作目にして、過去作のプリキュアが放送中の最新作の本編中に登場するという初の試みもなされており、それらを主軸としたエピソードも複数制作された。

## あらすじ
主人公・野乃はなは中学2年生。ラヴェニール学園への転校初日、災難に見舞われ、家に戻ると空から女の子の赤ちゃんが降ってくる。「はぐたん」と名付けたその赤ちゃんと、ハリハム・ハリーは、クライアス社と呼ばれる謎の組織に追われていた。クライアス社のチャラリートとオシマイダーに襲われるはぐたんをかばったはなは、キュアエールに覚醒してオシマイダーを撃破しチャラリートを撤退させる。戦闘後はなは仲間を探すことを決意。同じクラスの学級委員長・薬師寺さあやと仲良くなると、はな同様に時間が止まる謎の現象を経験していたことがわかる。そしてさあやはキュアエールのピンチにミライクリスタル・ブルーを覚醒させ、キュアアンジュになった。ハリーはこの町で暮らすことを決め、「ビューティーハリー」を開店する。
次にはなが目をつけたのはクラスメイトの元フィギュアスケーター、輝木ほまれ。変身してオシマイダーと戦うエールたちを見たほまれはミライクリスタル・イエローを取ろうとするが、取り逃がしてしまう。チャラリートは彼女を捕まえ心を折ろうとするが、ほまれは再度ミライクリスタル・イエローが誕生する。ほまれはキュアエトワールに覚醒しチャラリートを撃破する。以降3人は学校生活を送りつつプリキュアとして戦うとともに、友情を深めてほまれはもう一度フィギュアの道を志すようになり、さあやも再起しオーディションを受けることを決める。はなは悲愴感漂う男性と出会い、男性は「皆が楽園と呼ぶ場所があったが、それは永遠に続かなかった」と告げ去っていった。
一方、失敗続きのチャラリートは社長のプレジデント・クライと秘書のリストルの命により左遷される。クライアス社は次にパップルとアンドロイドのルールーを送り込み、はぐくみ市に侵攻させる。エールたちは彼に力負けし、エールが自分を鼓舞すると突如プリキュアの剣が現れたが躊躇い剣を取ることはなかった。その後チャラリートのコンプレックスを聞いたエールが救いの言葉をかけると剣が彼女の思いを酌みメロディソードへと変化し、3人はそれを用いた必殺技でチャラリートを浄化し改心させた。これを機にハリーは未来の世界から来たと3人に告白。ルールーは野乃家への潜入を決め、留学生のルールー・アムールとして暮らし始めるが、感情が次第に生まれ、クライアス社の目的や命令とは異なる人々を救うための行動を起こし始める。ついにはエールをかばって攻撃を受けパップルによって連れ去られた。
スパイだったことが発覚したルールーに対しハリーは辛辣な態度をとるが、全員でルールーを探しに行くことになる。しかし、ルールーはプリキュアを倒す戦闘マシーンに改造された。だが、次第に一緒に過ごした日々がフラッシュバックし苦悩し始める。そしてエールに拒絶するが、彼女は反論する。ルールーはそれを聞いて「心」が生まれ号泣し、それを見た3人も感涙する。そしてルールーはパップルに退却させ、ついにクライアス社と決別しはなたちと一緒に過ごせることになった。しかし、えみるはなたちがプリキュアだとバレてしまった。
記憶を取り戻したすみれがルールーを許し、今まで通りの生活は保障されたルールーだったがえみるに付きまとわれるようになる。えみるはルールーの素性を聞き驚くがそれを受け入れ「一緒にプリキュア目指しましょう！」と告げるも、「わたしは心がないアンドロイドだから無理」と拒まれてしまう。しかしえみるに自作の曲「キミとともだち」を演奏されたり、一緒にファッションショーに参加したりする中でルールーも自分に心があることを実感、えみると一緒にプリキュアになる宣言をする。だが最後に残った問題は、変身に用いるアイテム・プリハートが残り1つしかないことだった。気まずくなったえみるとルールーだが友情は変わらず、一緒にライブに出かけるが、間の悪いことにオシマイダーが出現、しかもさあやとほまれは夢のために大事な本番に臨んでおり出撃できない。病み上がりで本領が発揮できないエールに対し、えみるとルールーが力いっぱいエールを送ると、2人の心からミライクリスタル・レッドとミライクリスタル・パープルが誕生し、さらに「一緒にプリキュアになりたい」という気持ちを再確認したことで、どこからか現れた光輝く女神の助けによりプリハートが2つに増える。えみるとルールーはそれらを用いて「愛のプリキュア」キュアマシェリとキュアアムールに覚醒、息の合った攻撃でオシマイダーを撃破しエールを助ける。その後正式にプリキュアチームに迎えられたマシェリとアムールは、いろいろと揉めながらもヒーローとしての活動を続けるが、公園で一緒にギターで歌っていたところをパップルと後輩のジェロスに襲撃され、ギターを壊されてしまった。マシェリはギターを壊されたこと自体はしょうがないと諦めるも、代わりにメロディソードを欲しがりエールを困惑させる。そんな2人のやり取りを見たはぐたんが声をあげた瞬間、光とともに上空から不思議な雰囲気を持つ少女2人が現れた。
アムールのサーチにより2人は異世界から来たキュアブラックこと美墨なぎさ、キュアホワイトこと雪城ほのかと判明する。成り行きで、異世界に来て早々えみるとルールーの喧嘩に巻きこまれたなぎさとほのかだが、「自分がどうしたいのか、そして親友なら本音をぶつけるべき」と優しく忠告、2人を再び話し合わせる。2人は本音をぶつけ合って鬱憤を晴らし、えみるはブレスレットを、ルールーはギターをプレゼントしてわだかまりを解く。そんな最中、怒り狂うオシマイダーが現れ5人およびブラックとホワイトが応戦。アムールはこれがパップルだと見抜き、彼女の本心を探るべくマシェリとともに心の中へと入る。2人は嘆き狂う彼女に「あなたにも未来がある」と説得し抱き締めたその時、2人の彼女への思いが具現化しツインラブギターが誕生、そしてそれを用いた必殺技でパップルを浄化し改心させた。戦闘後なぎさとほのかははぐたんの力によって元の世界へと帰っていった。チャラリート、ルールー、パップルが相次いでプリキュアによって脱落し、支社所属の最後の幹部であるダイガンはついにプリキュアとの対決に臨みエールたちの前に現れるが、突然現れた謎の老人に深手を負わされる。老人はドクター・トラウムと名乗り、クライアス社の一味と明かす。トラウムは間髪いれずオシマイダーの強化態・猛オシマイダーを使役し5人に襲いかかる。そんな最中、以前はなが出会った男性が現れエールたちのミライクリスタルを奪取し、その影響で5人の変身が解かれてしまう。男ははぐたんをも連れ去ろうと企むが激怒したはなに阻止され、そしてミライクリスタルをも奪還。男は猛オシマイダーに後を任せて消えるが、5人は猛オシマイダーも撃破し何とかピンチを乗り切る。男の正体はクライアス社社長のジョージ・クライだった。ジョージはリストル、ジェロス、トラウムの他にジンジン、タクミ、ビシンの3人を任務に就かせ、この体制で再度ミライクリスタル奪取を目論む。
ほのかな憧れの気持ちを持っていた男性が敵の首領だったことにショックを受けるはなだが、夏休みが到来、またクライアス社の新幹部も次々と攻撃を仕掛け、迷う暇もないほどの速さで日々は進んでいく。えみるとルールーは音楽ユニット「ツインラブ」を組みゲリラライブを行ったことで、パップルが心機一転立ち上げた芸能事務所のスカウトを受けるようになった。ほまれは以前からハリーにほのかな好意を抱いていたが、ハリーの幼馴染でもある新幹部・ビシンがハリーの元クライアス社員としての過去を暴露し連れ戻そうとした事件を契機に、自分の中の恋愛感情を強く意識するようになる。さあやは大女優である母親の存在を強く意識する一方、担任の内富士先生の子供が生まれる場に立ち会って衝撃を受け、命を扱う仕事に対する興味を持ちはじめる。そして新学期、はなにも試練の時が訪れた。転校前に友達だったいじめられっ子であり、同時にはなに対するいじめのきっかけにもなった少女・エリが訪ねてきたのだ。エリははなに対するいじめに見て見ぬふりをした罪悪感から訪ねてきたのであって悪意はなかったが、はなは昔のトラウマを直視できず逃げだしてしまう。エリから「はなに悪いことをしてしまった」という後悔を聞き、またはなの「自分のやったことは余計なお節介だった、だからあんなことになった」という気持ちを聞き出したさあやとほまれは「はなは間違っていない！はなにはわたしたちがいるから！」と励ます。そしてえみるとルールーも「はなが落ち込む姿は似合わない」と指摘し「キミとともだち」を捧げる。皆の想いを受けて勇気を振り絞ったはなが、エリと正面から向き合うことを決め転校前の学校に訪れた時、ジェロスに三行半をつけられ自暴自棄になったジンジンとタクミが巨大な怪物になって現れる。5人がめげずにお互いの絆を再確認したその時、これまで日常でしか使い道のなかった情報端末・ミライパッドが5人の絆に呼応しメモリアルキュアクロックへと変化し、5人とはぐたんもその力でチアフルスタイルに変身する。6人は合体必殺技を2人に放ち元の姿へと戻した。戦闘後はなは改めてエリと仲を修復し、そして「『今』は二度と来ない、だから大事にしないと！」と述べ、さあやたちと「今」を記念撮影する。
新たな力を手に入れた5人とはぐたんだったが、同時にこれまでは静観を決めこんでいたリストルとトラウムが本格的に動き出した。リストルは手始めに、身体の成長をはじめいろいろな悩みを抱え、行き詰まりかけているほまれのスケート仲間・若宮アンリをスカウトするが、これは失敗する。次に仕掛けたのがトラウムで、強力な時間を操れるパワードスーツを完成させると、別世界のプリキュアも含めた全てのプリキュアを無力化させようと動き出す。ピンチに陥ったキラキラ☆プリキュアアラモードの面々は現役時代の年齢に戻されてしまうが、この時にはぐたんがビューティーハリーに呼び寄せ、さらに魔法つかいプリキュアのみらいとリコも駆けつけたが、追いかけてきたトラウムが放ったビームで2人も現役時代の年齢に戻されてしまう。パワードスーツの不調でトラウムが一時撤退したのを好機とみて、反撃のために他のプリキュアを探し出すプリキュア3チーム。桃園ラブと夢原のぞみを見つけ出せたまではよかったが、トラウムが復帰してきて世界全体の時間を止める計画を発動させ、プリキュアたちは追い詰められる。だが、何とか時間停止の魔の手から逃れたブラック、ホワイト、そして仲間のシャイニールミナスの加勢で反撃。劣勢を跳ね返そうともがいたトラウムはスーツを暴走させ、プリキュア全員を漆黒の空間に幽閉してしまう。エールたちは絶望しかかるがはぐたんたちのエールを聞いて「はぐたんのために負けられない！」と再起して空間を打破、そしてその空間から時間を止められていたプリキュアたちが舞い降りて参戦。全てのプリキュアの力が結集したことにより暴走したスーツは撃破され、中にいたトラウムも娘のように可愛がっていた存在――ルールーのことを思い出して負の感情から逃れた。これにより別世界のプリキュアをも巻き込んだ戦いにピリオドが打たれた。
5人は久しぶりに日常を取り戻しハロウィンパーティーを楽しんでいたが、突然見たことがない場所へ転送されてしまう。ハリー曰く「ここはオレがいたハリハリ地区」だという。クライアス社の策で、ハリーがかつて直面し心を折られかけた絶望的な未来の様子をまざまざと見せつけられ気落ちされる5人とハリーだったが、エールは「未来はわたしたちが変える！」と抗い、はぐたんが持っていたミライクリスタル・ホワイトをミライクリスタル・マザーハートへと変化させる。6人はそれを用いてマザーハートスタイルへと変身し、リストルに合体必殺技を浴びせ退却させる。戦闘後エールが時空をさまよっていたところ突然謎の少女が現れ、彼女から「未来を救って…」と囁かれた次の瞬間ビューティーハリーへと無事帰還する。その矢先、突然トラウムが現れ、未来のビジョンに困惑したままのプリキュアたちに細かい事情を説明。その過程でハリーは「はぐたんの正体は、マザーと呼ばれる女神の力で戦う未来のプリキュア・キュアトゥモローだ」と告白する。ついに未来の真実に迫ったプリキュアたちだが、トラウムが「自分はルールーのパパだ」と告白したことでルールーが感情を害し、「何を今さら、理解不能です！」と言い放って飛び出してしまう。ルールーとトラウムの親子喧嘩はルールーを探しに来たはなのフォローと、ジェロスに襲われた娘を身体を張って助けたトラウムの愛で何とか収集がついたが、2人が未来で親子だったという話の中でルールー、ハリー、はぐたんがいずれ未来に帰ってしまうことが判明してしまい、ルールーに深い愛情を抱いていたえみる、ハリーに対する想いを保留にしたままのほまれに大きなショックを与える。えみるとルールーはその愛情と友情を分かち合い、別れてもいつか未来で再会することを誓い合った。ほまれはハリーがトゥモローの事を想っていることを分かった上で、あえてハリーに対し好きである事を告白するが、ハリーの想いは変わらず悲恋に終わるも、ほまれは吹っ切れた状態でスケートの大会に出場し優勝する。一方その頃、ジョージはマザーの力がはぐたんに宿っていると見抜き部下たちに彼女をターゲットにするよう命令する。しかしエールたちもはぐたんを死守すべく応戦するが、一瞬のスキを突かれジョージに連れ去られてしまった。5人ははぐたんを取り戻すべくクライアス社へ乗り込むことを決める。       
エールたちの前にリストルとビシンが大量に猛オシマイダーを率いて立ちふさがるが、そこにかつての社員だったチャラリート、パップル、ダイガン、トラウムが助太刀に現れる。リストルとビシンを浄化した5人は元社員のジェロス、ジンジン、タクミに連れられてクライアス社の本社ビルへ辿り着く。そこにそびえ立つ巨大な魔人の中に突入すると、はぐたんを捕えたジョージの姿があった。はぐたんを助けようとしたエールは鉄の檻に閉じ込められ、アンジュ達4人も拘束され、電撃を浴びせられる拷問を受ける。ハリーやパップル達も倒されており、これ以上皆を傷付けたくないエールはジョージに屈しそうになるが、アンジュたちの言葉を受けて立ち上がり、鉄の檻やバリアを破壊する。しかし同時にアンジュ達は闇の底へと落とされ、エールは一人での戦いを強いられる。ジョージに立ち向かうエールであったが、ジョージの猛攻により変身を解かれてしまう。それでも未来を信じはなは屈することなくエールに再変身、はぐたんは解放され、アンジュたちも復活、さらに時間を止められた人々たちも動き出す。それでもジョージは未来を拒絶し巨大な魔人と同化して暴れ出すが、エール達と世界中の人々のアスパワワが溢れ出し、はなの家族をはじめ、じゅんなやあき、元クライアス社社員などが老若男女問わず世界中の人々がプリキュアに変身するに至る。そして全てのプリキュアの「みんなでトゥモロー」がジョージに打ち勝つ。エールの説得でジョージはもう一度未来を信じることを決意して改心、クライアス社は事実上崩壊した。
最終決戦後いつも通りの生活を送るはなたちだったが、遂にはぐたんたちとの別れの日がやってきた。トラウムが製作したタイムマシン「未来へかえるくん」がトゲパワワに反応し猛オシマイダーになるハプニングもあったが、エールたちよって無事鎮静される。そしてはぐたん、ハリー、ルールー、チャラリート、パップル、ダイガン、トラウムを乗せてタイムマシンが動き出す。はな、さあや、ほまれ、えみるは未来へ還る7人を涙を堪えながら見送った。未来で会えることを信じて…。
時は流れ2030年。そこにはそれぞれに成長し末来に向けて歩き続ける人々の姿があり、もちろんはなたちもその一員であった。はなはアカルイアス社の社長として活躍していたが、妊娠しているのも構わずに勤務していた。案の定陣痛が起こってしまい病院へ搬送され、産婦人科医になったさあや立会いのもと出産が始まる。ほまれも駆けつけ自身が獲得した金メダルをはなに握らせる。そしてついに女の子の赤ちゃんが産まれ、その容姿ははぐたんに瓜二つだった。はなは彼女を見てはぐたんと重ね合わせ「はぐみ」と名付け、愛称を「はぐたん」とした。
一方えみるはトラウムが造った赤ちゃん型ルールーの誕生の場に居合わせ、彼女が目覚めると久しぶりの再会に感涙する。そして自身が小学生時代に出会った彼女との思い出の曲「キミとともだち」を披露し、彼女の誕生を祝福したのであった。
はなはさあやとほまれを見て「さあやの天使のような愛情があって、ほまれの星のような輝いたエールがあったからこんなはなやかな嬉しい未来がやってきた…」と感謝を噛みしめる。そしてはぐみを見て「はぐたんにもスターみたいなキラキラひかる未来がくるよう一緒に頑張ろうね！フレフレはぐたん！フレフレわたし！」とエールを送り彼女にこの言葉を贈ったのであった。
「なんでもできる！なんでもなれる！かがやく未来を抱きしめて！」

## 登場人物

### プリキュア
はな、さあや、ほまれ、えみるは「はぐくみ市」に住み、ルールーは未来から来た「クライアス社」製のアンドロイド（ガイノイド）である。5人とも「ラヴェニール学園」に在籍し、はなは第1話で「シャインヒル学園」から転校し、ルールーは第13話で編入している。はな、さあや、ほまれ、ルールーは中等部2年生のクラスメイトで、席ははなを基準に隣同士（さあやははなの右隣、ほまれは後ろ、ルールーは右斜め後ろ）。えみるは小等部6年生。
瞳の色はえみるが朱色、他4人は髪色と同色である。全員プリキュア時も不変だが少し鮮やかになる。
一人称は全員「わたし」。
野乃 はな（のの はな） / キュアエール
声 - 引坂理絵
1月20日生まれ。水瓶座。本作品の主人公である13歳の少女。元気のプリキュア「キュアエール」に変身する。オムレツなどの卵料理が好物。口癖は「フレフレ○○！」「めちょっく！」で、張り切ると腕を大きく振り回すのが癖。父・森太郎と母・すみれの「野に咲く『花』のように強く元気に咲いてほしい」との思いから「はな」と名付けられた。さあやから「マウンテンブルーバードに似ていて可愛い」と絶賛されている。
さあやとほまれを転校当初は「薬師寺さん」「（輝木）ほまれさん」と呼んでいたが親友になったあとは「ちゃん」付けとなり、ほまれがエトワール覚醒後は呼び捨てで呼ぶようになる。えみるを初対面から、ルールーを敵対時から呼び捨てで呼んでいる。
髪は濃いピンクのミディアムヘアで、両サイドに緑のピンをしている。転校前は前髪が右目を隠すほど長かった。制服はピンクのシャツに、ピンクのラインが2本入った後ろがYのサスペンダー付きの灰色のスカート。白いソックスに茶色のローファー。ちなみに、スカートのラインカラーはプリキュアのイメージカラーと同色である（後述の3人も該当）。青緑色の学生鞄はリュックサックとして使っている。また、右側に「プリハートキャリー」をつけている（後述の3人も同様）。私服は白いパフスリーブのシャツの上にピンクのキャミソールのような上着とフリルのある水色のスカート、ミントグリーンの靴下にピンクのスニーカー。ヘアピンと靴下のミントグリーンはプリキュアの衣装にもあしらわれている。
「超イケてる大人のお姉さん」になることが将来の夢であるが、どのような職業を目指すのかについては明白ではないため、人一倍他職種への憧れが強い。何にでも興味をもってチャレンジするが、転校に際して心機一転を図るべく前髪を切ろうとして切り過ぎたりするなどドジをして失敗することもある。またこうした志向とは裏腹に子供っぽさの残る言動や小学生に間違えられる程の低身長などもあって妹のことりにいじられることもしばしばであるが、一方で初変身に際しての反応など物怖じしない冷静な一面を垣間見せることもある。さらに社交的でもあり、初対面の人物でも臆することなく積極的に話しかける。しかし、えみるのように「馴れ馴れしいのです！」と敬遠されることもある（えみるの項目も参照）。加えて頑固な面もありハリーから「ルールーに騙された」と言われるも「騙されていない！」と頑なに否定、その考えをルールーにもぶつけその結果彼女をクライアス社から離反させ改心させることに成功している（ルールーの項目も参照）。時折自己陶酔（ナルシスト）な面を出すこともあり、その都度他のメンバーから突っ込まれている。また、激昂すると口調が荒くなり男口調になることもある。学業や運動に関してはルールーに「特に優れた点はない」と分析されている。寝るのは早く、こちらもルールーに「12秒、赤ちゃんより早い」と分析されている。
仕事が失敗した不安な気持ちに加え、自身に何の取り柄もないというショックから変身出来なくなることがあったが、さあや・ほまれからの励まし等に後押しされる形で再度の変身能力と、新たな力を手にしている。
さあやとほまれの夢を応援しており、そのエピソードとしてさあやはCMのオーディション、ほまれはフィギュアスケートの予選会に参加していた最中オシマイダーが現れた時は2人の夢を叶えるべくあえて単身で挑んでいる。またこれはえみるとルールーも例外ではなく、2人の夢が「一緒にプリキュアになること」と聞いて自身が風邪をひくほど一晩中流れ星を待ち続けたことからもうかがえる。
シャインヒル学園在籍時、クラスメイトのエリをいじめっ子から助けたことで自身もいじめの対象として目を付けられ、仲間外れにされた過去を持つ。エリとは夏休み明けに再会し、他のプリキュアメンバー4人からの励ましを受け、長年に及ぶわだかまりを解いている。
最終決戦後の未来である2030年を描いたエピローグでは「アカルイアス社」の社長を務めており、昔と変わらず何事も積極的かつ全力で企画を推進する様子を見せている。また、秘書であるふみとの忠告をものともせず妊娠した状態で仕事を続けていた。その後、産婦人科医となったさあやの勤務する病院で娘となるはぐみ（はぐたん）を出産し物語は幕を閉じる。
番組開始に先駆け、シリーズ前作『キラキラ☆プリキュアアラモード』の2018年1月28日放送分（第49話）にもゲストとして登場した。詳細は当該項目を参照。
薬師寺 さあや（やくしじ さあや） / キュアアンジュ
声 - 本泉莉奈
6月10日生まれ。双子座。クラスの学級委員長を務める心優しき少女。知恵のプリキュア「キュアアンジュ」に変身する。好きな食べ物は甘辛カレーなどの辛い物。マザー・テレサを尊敬している。
はなとほまれを当初「野乃さん」「輝木さん」と呼んでいたが自身がアンジュ覚醒後ははなを「はなちゃん」、ほまれがエトワール覚醒後は2人を呼び捨てで呼ぶようになり、ルールーを敵対時から呼び捨てで呼んでいる。えみるを「えみるちゃん」と呼んでいる。
髪は青いロングヘアで、向かって右側の側頭部をお団子頭にしている。制服は水色のシャツに、青のベストを着用。赤縁のメガネを着用することも。学生鞄は手提げ鞄として使っている。私服は水色と白を基調とし、腰に紫色の布を巻いた七分袖のワンピース、白いソックスと青のヒール。
成績もトップクラスである上、誰にでも優しくて人当たりが良いことから「学園の天使」と評されており、クラスメイトや担任の内富士からも信頼を寄せられている。また冷静に物事を分析するなどはなと比べると大人っぽいが、はぐたんには前述の性格とはうって変わってメロメロになる。さらに恥ずかしがり屋でもある。加えてホラー映画を観てもまったく怖がらず、後述の子役経験もあり演出を冷静に分析している。むしろ怪奇現象に興味津々で、見聞きすると目を輝かせる。付け加えると天然なところもある。さらに言うと人が無関心な奇妙な物に興味を示す傾向がある。
一方で負けず嫌いな面もあり、言葉もお嬢様口調に豹変する。保育園のお仕事体験でルールーに知識をひけらかされた挙げ句張り合いになった際に見られ、制止しようとしたはなを「少し黙ってて下さる？」と一蹴して逆に萎縮させている。後日、ルールーが改心したあとは心について悩んでいた彼女に対し「自分で止めようとしても溢れ出るのが『心』だから」と助言しライバルから親友へとシフトしている（ルールー・アムールの項目も参照）。だがライバル心も残っており、ハロウィンの衣装を作る際に彼女と再び張り合っている。
調べることを特技としており、作中でも「知らないことを調べて考えて分かるのが楽しい」と語っている。そのためすぐ調べられるよう青いパソコンを常時携帯している。また、調べもの以外にも「ホームセンターHUGMAN」に出かけた際電気ドリルを手に取ってときめく仕草を見せるなどDIYに興味があるような描写も見られる。これらを生かしてプリハートを自作しようと試みるが力及ばずに終わる（詳細はえみるおよびルールー・アムールの項目を参照）。
はなが転校してきた当初は委員長として学校案内するなど手助けしており、逆に彼女からも学級新聞のアドバイスをもらって一気に距離を縮める。
ほまれとは似た境遇（夢を諦めていたが、はなとの出会いを機に再起）のため一緒にいることが多く、また2人ではなを助けることもある。
母親のれいらは有名な女優で自身も幼い頃は「野菜少女」のCMに出演するなど人気子役として活躍していたが、後述の事情によりはなとほまれに黙っていた。しかし前者は一条蘭世に、後者はすみれによって明らかになった。はなをして「（演じている）天使の羽根が見える」と評するほどの演技力を備えているが、もっとも周囲から「薬師寺れいらの娘」という目で見られるが故の演技の行き詰まりや、自分が本当にやりたいのは女優なのかという悩みから人前に出ると全く演技が出来なくなるという欠点を抱えるようになっており、そのためオーディションにも落ち続けていた。それでもオーディションを受け続けていた理由は「自分の気持ちを分かりたいから」とのこと。その後2人から励ましを受けて奮起し、自らの進むべき道に改めて向き合うようになる。最終的に蘭世と同じオーディションを受けるが、不合格になってしまい2人に謝罪するものの、「自分を見つめることができたから、オーディション受けてよかった」と前向きな発言をする。しかし長期離脱のブランクは否めず、その後もオーディションに落ち続けていたが、次第に生来の才能が開花しついにCMのオーディションをもぎ取る。その後れいらの演技を見て彼女に「まだ女優になりたいかはわからないけど、お母さんと共演するのがわたしの夢」と吐露し、一筋の目標を見いだす。その後は役者として順調な活動を続けていたが、ある時芝居の役作りのため、医者の仕事を体験したことがきっかけで将来の夢に新たな選択肢が加わることとなる。マキのアドバイスのもと悩んだ結果、医者の道に進むことを決意し、れいらとの映画共演が実現した際、撮影終了後に女優を引退する旨を宣言した。2030年には産婦人科医になっており、はなの出産に立ち会った。また、髪型は中学生の時に比べショートカットになっている。
輝木 ほまれ（かがやき ほまれ） / キュアエトワール
声 - 小倉唯
4月8日生まれ。牡羊座。身長163cm。長身で脚が長く、顔立ちの整った美少女。力のプリキュア「キュアエトワール」に変身する。好きな食べ物はアイスクリーム。特技はフィギュアスケート。口癖は「イケてんじゃん」「きゃわたん」。特に「きゃわたん」は他の4人にも浸透しており、また派生語としてまずい（ヤバい）状況に陥った時に使う「やばたん」もある。
はなを当初「あんた」と呼んでいたが自身がエトワール覚醒後は「はな」と呼ぶようになり、さあやを「さあや」と呼ぶようになる。またえみるを初対面から、ルールーを敵対時から呼び捨てで呼んでいる。
髪は黄色のショートヘアで、頭頂部にアホ毛がある。制服は白いシャツに、星マークがある黄色のパーカーを羽織っている。学生鞄はショルダーバッグとして使っている。私服はフリルの入った黄色のオフショルダーのトップスに、腰に青いリボンが付いた白いタイトスカート、ベージュのスニーカーサンダルを履き、首にタトゥーチョーカーを付けている。
子供っぽいはなとは対照的に物事を冷静に判断するクールかつドライな性格。またファッションセンスも人並み以上に持ち合わせており、コンセプトに迷走していたハリーのファッションショップ「ビューティーハリー」を軌道修正している。さらに道理に合わぬ振る舞いを見せる者に対しても物怖じせず相対するなど、正義感の強い一面を見せることもある。
前述のようにどちらかと言えば大人っぽく硬派な立ち居振る舞いが目立つが、はぐたんなどに対しての反応からも窺えるよう可愛いものに対して目がなかったり、前述とは逆に自身が「ちゃん」付けで可愛く呼ばれるのを恥ずかしがったり、ホラー映画などの怖いものを苦手としたり、愛用のぬいぐるみがないと眠れないなど、はなたちと関係を深めていくのと前後して平時とのギャップの大きい様子を垣間見せるようになる。
トラックにひかれそうになった犬を助ける勇敢さも兼ね備えている。そこではなとさあやが経験した時間停止の現象に遭遇する。その犬を「もぐもぐ（声 - 川井田夏海）」と仮に名付け「飼い主が見つかるまで動物病院に預けてもらっている」と述べていたが、結局飼い主は見つからなかったらしく、輝木家で飼われることになった（名前はそのまま）。
元フィギュアスケートのスター選手であり、その演技はさあやと同じく天使の羽が見え、滑る姿は流れ星に見えるほどのものを備えていたが、過去のジャンプの失敗による負傷でトラウマを負ったこと、さらに身長が伸びたことによりジャンプが一度も成功しなくなったことを理由にスケートから距離を置いていた。その影響は学業の方にも及んでおり、元々所属していたスポーツ特進クラスから2年生からはなたちのクラスに移るのみならず、その頃を境に不登校や遅刻も日常茶飯事となり先生からの注意も受け流すことも多くなるなどクラスメイトからは不良扱いされている。このような背景から、自身をプリキュアにスカウトしてきたはなに対しても当初はよそよそしい態度を取っていたが「プリキュアとか関係なく、ほまれちゃんと親友になりたい！」とめげることなく接してくる彼女の熱意を感じ、これをきっかけにはなやさあやと急速に距離感を縮めていくこととなる。ほまれ自身も2人との出会いが自分を変えるきっかけになったこと、そして2人と過ごす時間が大好きであると認識しており、後にアンリと再会しモスクワ行きを強く勧められた際も、迷いながらもこれを断っている。
エールが戦う時に見せた高く跳ぶ様、そしてエールとアンジュの決して諦めない姿勢を前にして「また跳びたい」と思いを強くしたのに呼応しミライクリスタル・イエローが出現する。しかし、トラウマがフラッシュバックしてプリキュア覚醒に失敗し、そこをチャラリートに利用されオシマイダーとなってしまう。それでもはなたちの言葉を思い出し、「わたしのなりたい自分はあの頃みたいにもう一度跳んで輝くこと！」と強く願ったことでプリキュアに覚醒し、トラウマを打破すると共にチャラリートを返り討ちにした。
エトワール覚醒を機にもう一度スケーターとして戻ることを決め、のちに「はなとさあやに出会い、2人に後押しされたのがわたしの奇跡」と回顧している。しかし、さあや同様長期離脱のブランクは否めず、なかなか新しいスピンを習得できずにいたが、猛練習の末ついに会得し予選会で優勝を果たす。これを機に練習を休んでても何も言わなかった母・ちとせのため「早く結果を出して安心させたい」という目標を立てる。
ハリーと行動を共にするにつれ次第に彼の素性を気にするようになり、意を決して正体を問いただし、未来から来たことを聞き出している。しかしまだ重大な隠し事をしているのではないかと感じ取り、事あるごとに問い詰めるもその都度はぐらかせられ聞けずじまいに終わっている。それゆえ自ずと彼を目で追うことが多くなっていき、共に過ごしていく内にそのさりげない優しさに触れ、何かを秘めて一人で苦悩している彼を本気で心配するようになり、いつしか複雑な感情が芽生えていく。その様子を敵対時のルールーと改心後のチャラリートに指摘された後、さあやとアンリにも察せられている。その後ビシンの手によってハリーの正体が暴かれた際は理性を失った彼に必死に呼びかけ、素性や本当の姿も関係なく彼の全てを受け入れ救い出した。
しかしその後もハリーに自分の気持ちを打ち明けることはおろか彼を見た途端顔を赤らめ逃げ出すようになってしまい、普段の会話すらできなくなっていた。そんな自身の行動を見ていたさあやから恋心であると指摘されたことで動揺し、スケートと恋のジレンマに陥る。その結果、スケートをすることでハリーへの思いを忘れようと試みるも、アンリには見透かされており、「スケートを恋からそらす道具に使うな！」と叱咤されたことで改めて我に返る。そしてスケート大会当日、競技前にハリーを呼び出しついに意を決して愛の告白をするも、ハリーの返答からトゥモローへの思いは揺るがないと悟り失恋に終わった。しかし、同時に自分の中に溜まっていた未練を断ち切ることができ、また大会では公言通り能力や技術を遺憾なく発揮し金メダルを獲得した。
2030年を描いたエピローグでは、はなの出産に立ち会うために帰国しており、はなに自身が獲得した金メダルを握らせている。また、中学生時代に比べ、ロングヘアとなっている。
愛崎 えみる（あいさき えみる） / キュアマシェリ
声 - 田村奈央
7月15日生まれ。蟹座。はなの妹・ことりの友人でクラスメイトの女子児童。6年1組所属。愛のプリキュア「キュアマシェリ」に変身する。好きな食べ物はサクランボ。特技は歌うことと楽器の演奏で、絶対音感の持ち主。誰にでも丁寧語で喋り、言葉の語尾に「のです」「なのです」と付けるのが特徴。
当初はなのことを「あなた」と呼び彼女から自分の名前を呼ばれるのを嫌っていたが、エールたちの戦い振りを見てからは「はな先輩」と呼ぶようになり、さあやとほまれを「さん」付け、ルールーを敵対時から呼び捨てで呼んでいる。家族には「お父様」「お母様」「お兄様」と「様」付けで呼ぶ。
髪は明るい茶髪で赤いリボンで留めたツインテール。私服はダイヤとハートの柄がついたピンクのワンピースドレスで首と後ろ腰に赤いリボンをつけ、赤いダイヤがついた白のタイツに赤のパンプス。
登場した当初は周囲が困惑するほどの極度な心配性であり、ネガティブな発言や思考が多く、おバカかつドジな面も見せることもしばしばであった。しかし、一連の行動はいずれも友達の事を思うが故のことであった。その反面乗りやすい性格でもあり、またプリキュアの中では最年少ゆえにわがままな面も垣間見せる。ルールーと親しくなってからは、心配性の性格はほとんど見られなくなっている。
ハイキングではなたちと出会った際にオシマイダーと対峙するエールたちを見てプリキュアに憧れるようになり、これが後述の「キュアえみ～る」誕生のきっかけとなった。後にプリキュアたちとルールーの対決を自宅から双眼鏡で発見し、直接現場へ赴いたことを機にプリキュアの正体がはなたちであることを知る。
自宅は城のような豪邸で、えみるの祖父・獏発が｢愛崎コンツェルン｣を経営している。
昔から音楽が好きで、ピアノやバイオリンを習っているが、家族、中でも兄の正人に内緒でエレクトリック・ギターを弾くのが好き。その熱狂ぶりは「ギターは自由なのです、乗れるのです、格好いいのです、ギュイーンとソウルがシャウトするのです」と絶叫するほど。そのため屋敷内、特にギターの使用を禁止する正人の前では弾くのを控えていたが「ルールーを元気にしたい」との思いとはなの後押しにより屋敷以外でも徐々に再開し、その後正人がアンリの説得を聞いて理解を示した後は屋敷内でも弾くことが可能となった。ルールーがギターを弾くところを目撃し、うまくなかったため「下手」と評している。オシマイダーにギターを壊されたのを機にルールーとの仲が一時的に悪化するが、彼女とお揃いの新たなギターを得て修復する（詳細は後述）。
ルールーとはキュアえみ～る時に初対面し、自身がHUGMANの食料品売場および戦闘時に取った行動に賛同してくれた彼女をえらく気に入り執拗に「友達」と迫るが「他人」と否定されてしまう。しかし、その後も諦めることなく何度もルールーに接触を続けることとなる。ルールーが仲間になってからは、彼女が歌の練習中に突然倒れた（詳細はルールー・アムールの項目を参照）のを機に彼女がアンドロイドであるとはなから知らされ驚愕するが、その事実を受け入れ、黙っていたルールーを咎めている。その後の戦闘で「お前は心がない機械人形」とルールーを侮辱したパップルに反論し、彼女を擁護している。戦闘後、ルールーに元気を取り戻させ一緒に歌うべく以前彼女の前で弾いた曲に歌詞をつけた「キミとともだち」を贈り彼女と一緒にデュエットし晴れて親友同士となる。その後デュエットを見ていたアンリからリタ主催のファッションショーに「でこぼこコンビのモデル」としてルールーと共に出演依頼されるが、生来の心配性が出てしまい消極的だった。しかしルールーから応援されたことで奮起しオファーを受ける。一時は「女の子でもヒーローになれる」というテーマを知った正人の反対により辞退させられそうになるが、はなやアンリの反論によって無事出演を果たす。こうした経験を経てルールーと2人でプリキュアを目指すことを改めて決める。
しかしハリーからプリハートが残りあと1個しかないということを知らされ、ルールーか自分、どちらかしかプリキュアになれない事を知ってしまう。その事で、自身の夢と友情のジレンマからルールーと気まずい関係になってしまうが、ほまれから「奇跡は目に見えないけど信じることが大切」とアドバイスを受け自分の問題と向き合うことを決める。その後前述したギター解禁をルールーと分かち合い、正人からもらったチケットで彼女と共にライブへ行くが突然パップルとオシマイダーに襲われる。エールが助けに来るが、本調子ではないためすぐにピンチとなってしまう。ほまれとさあやの分まで頑張ろうとするエールの姿を見て「エールを助けたい」とルールーと共に強く思った時、ミライクリスタル・レッドが生まれる。しかし、プリハートは1個しかなくルールーに覚醒を促すが、彼女の返事を聞いて我に返り「わたしも一緒にプリキュアになりたい！」と吐露する。その瞬間、金色の女神が現れ2人を抱きしめるとプリハートが分裂し晴れて2人一緒にプリキュアへの変身能力を獲得する。
前述の通り紆余曲折を経てルールーと晴れて親友となりプリキュアになる夢も一緒に成就させたが、オシマイダーに愛用のギターを壊されたのが原因で友情に暗雲が立ち込める。ギターを失った絶望をルールーに見せまいと「ルールーが無事だから平気なのです」と平然を装うが、彼女に嘘をついていると見透かされ、思わず「ルールーには言いたくないのです！」と吐いてしまい軋轢が生じてしまう。その後ルールーから距離をおいていたところはぐたんの力によって異世界から来た美墨なぎさ（キュアブラック）から「親友だからこそ本音を話すべき」とアドバイスを聞き、そしてルールーとの話し合いに臨んだ結果、内に秘めた本音をぶつけ、仲直りの印として彼女に自分とお揃いのお手製ブレスレットをプレゼントする。またルールーからもお手製のギターをもらい、これをひっさげて彼女と音楽ユニット「ツインラブ」を結成する（詳細は「作中用語」を参照）。
ルールーが未来に帰ってしまうことが判明した際には、ショックのあまり自身のミライクリスタルが消失し、声が出なくなってしまう。しかし、正人の励ましのもと無事に声を取り戻し、ルールーに本音をぶつけている。
2030年ではドクター・トラウムと共にルールーの誕生に立ち会い、ルールーを見て「会いたかった」と号泣、彼女に「きみとともだち」を引き語りで聴かせていた。
キュアえみ〜る
えみるがプリキュアの活躍を見て憧れ、プリキュアの格好を真似た姿。英字表記は「Cure Emile」。花のモチーフとピンク基調の衣装からエールをコスプレしたと思われる。登場時「事故が起こる前に、みんなを守る！キュアえみ～る！」と名乗り、その後体で「え」とポーズをとる。
髪型はえみると同じくツインテールでリボンがピンクになり、ピンクの花飾りがついたピンクのカチューシャが加わる。服装は白いブラウスに黒いサスペンダー、ピンクのスカートに黒いスパッツ、白とピンクのツートンスニーカー。装飾品は首とスニーカーに赤いリボン、袖にピンクのリボン、後ろ腰に黄色いリボン、肘当てと膝当て、手に白い手袋。腹部と両膝にはピンクの花飾りがある。後述の学園に登場した際はステッキを持って現れる。
プリキュアへの加入にいたる経緯について、ルールーとリンクする内容もあるので、次項「ルールー・アムール」も参照。
ルールー・アムール / キュアアムール
声 - 田村ゆかり
9月23日生まれ。乙女座。クライアス社製の少女型アンドロイドで、製造型番は「RUR-9500」。英字表記は「Ruru Amour」。当初はプリキュアの情報を得るため野乃家に潜入したスパイであったが、はなたちによって改心（詳細は後述のリンク参照）しプリキュアにも覚醒した。もう一人の愛のプリキュア「キュアアムール」に変身する。好きな食べ物はビターチョコ。敵対時と同じく丁寧語で喋る。クライアス社離反直後は生来の淡々とした喋りだったが、4人から感情を教えてもらう（詳細は後述）につれ喜怒哀楽がある喋りになる。また「想定外」「○○不能」も健在。さらに感受性も鋭く、ほまれの「きゃわたん」やえみるの「のです」を使うことも。
元々はドクター・トラウムによって娘替わりとして製造された個体であったが、造られた当初は感情を知る前であったということもあり、融通の利かない部分が非常に多く、父娘仲は円満とは言い難かった。最終的にルールーと一緒に過ごすことに限界を感じたトラウムによって記憶を消去され、置き去りにされた過去を持つ。
前述の経緯が原因で「わたしは捨てられた」とトラウマが生まれ彼を憎むようになり、後に彼から父娘関係の修復を求められた際は辛辣な言葉を放ち拒絶する。しかしはなから「ルールーが愛おしいから『アムール』ってつけたんだよ」との言葉と、ジェロスとの戦闘中に自身を庇った彼の「娘を守らない親がどこにいる!?」との言葉を聞いて心変わりする。戦闘後、彼に「今は受け入れられませんが、いつかきっと…」と多少歩み寄りを見せて修復の第一歩を踏み、そしてクリスマスでは彼を｢お父さん｣と呼ぶまで和解が進む（ドクター・トラウムの項目も参照）。
当初はなのことを「野乃はな」と呼んでいたが、潜入後は「はな」と呼んでいる。さあや、ほまれ、えみるを呼び捨てで呼んでいる。
髪型・髪色・服装は敵対時・改心後で共通だが、ショートパンツとパンプス以外は色に違いがあるため敵対時を（色）と表記する。
ちなみに第12話から第17話までが敵対時の配色、第18話以降から改心時の配色となる。
- 髪は青紫色で後ろを黄色い（黒の）髪留めで二つ結びにしており、頭に黄色い（黒の）カチューシャを着けている。ちなみに、黒のカチューシャにはデジタル時計があった。
- 制服は淡い紫色（濃い灰色）のカーディガンを羽織り、白（藍色）のニーソックスを履いている。学生鞄はさあや同様手提げ鞄として使っている。
- 私服は紫色がかかった白（淡い灰色）の肩出しトップスに濃い紫色のショートパンツ、白（藍色）のニーソックスに紫色のパンプスを履き、首に赤い（紫色の）ダイヤがついたチョーカーを付けている。

当初は「はなの母・すみれの知り合いの娘で、はなの家にホームステイ」という設定（実際は記憶の書き換え）で野乃家に住んでいたが、彼女の記憶を元に戻した後も家族として受け入れられている。
ほまれと同じくクールな性格であるが、アンドロイドなので言わば「無」のクールである。それゆえ敵対時は何事にも無表情・無反応だったがえみるから音楽を教えられ、またエールとの一騎討ちのさなかに生まれたバグが「心」だと聞かされたあとは自主的に心を探求するようになる。 その努力が成就し次第に優しく穏やかな性格になり、えみるから「ルールーが優しく笑う顔が好き」と言われるほど表情も豊かになる。また自分がアンドロイドであることに対してコンプレックスが強く、それゆえ純粋でかなり涙脆い。さらにかなり大食いでもあり、海外旅行した際にその食欲を遺憾なく発揮している。瞳も敵対時は虚ろであったが、改心後はハイライトが入る。
ラヴェニール学園にははなたちのクラスに編入し、そこで「効率が悪い」との理由から自身を敬称略で呼ぶよう促している。
アンドロイドゆえ人間の能力を上回る数多くの特殊な機能が内蔵されている。頭脳は教科書などを1回読んだだけで内容を把握し暗記できるほどの記憶力を誇り、体力はテニスボールを打ち返した勢いで破裂させたり、パンチ一つで柱にヒビを入れられたり、ベッドを軽々と立てられるほどの怪力を誇る。さらに人間のハリーを宇宙まで投げ飛ばしたこともある。加えて瞬発力にも長けている。目にはサーモグラフィーの機能があるほか、相手の心拍数・脈拍なども計測することができる。指先には金属板を溶かして加工できるほどのレーザー光線を発する機能がある。だが改心後はプールに何ら抵抗なく入ったり、食やドラマに興味を持つなど人間と変わらない仕草を見せるようになる。
しかし、アンドロイドゆえの制約もある。敵対時にUFOを操縦したことはあるが、飛行機には乗ったことがなかった。その理由は「アンドロイドのため金属探知機に引っ掛かるから」とのこと。改心後、愛崎家のプライベートジェット機に乗った際は窓の景色を見て感動する。また硫黄が身体に悪影響を与えるとの理由で温泉に入れなかったが、のちに「あざばぶ支社社員のでっち上げ」とわかり入れることが判明する。そのため温泉に強い憧れを持っており手始めに足湯に浸かった途端「素晴らしい！」と開眼し、その後行った宿で食事をも差し置いて入るほど。入浴後「あまりの気持ちよさに効能の測定を忘れました…」と呟くほどの放心状態に陥る。
アルバイトながらもクライアス社に所属していたためハリーから社の機密情報を聞かれるが、パップルにはなたちとの記憶とともに消去されたため覚えていなかった。また前述の通りすみれの記憶を書き換えていたため「野乃すみれの記憶は戻します。なのでわたしは野乃家から追い出されるでしょう」とはなたちに忠告する。そしてすみれの記憶を戻し覚悟を決めるが、自分を拒絶せず接してくれた彼女に戸惑う。その理由をはなに問うと「みんなルールーが好きだから」と返されるが、自身にはまだわからないらしい。
さあやとは同じ頭脳明晰ということもあり敵対時は張り合っていた（詳細はさあやの項目を参照）が、改心後は自身の性格変化も相まって歌えない悩みやえみるとの関係（いずれも後述）について相談したり、屋台の射的で景品を獲得できる確率を分析しあって答えを導くなど敵対時とは一変して頼もしいバディとなる。だがライバルという側面も残っており、ハロウィンの衣装作りで彼女と再び張り合っている。
えみるとの人間関係は当初「友達」と称ししつこく付き纏われたため「他人」と否定し迷惑がる素振りを見せることが多かったが、彼女から音楽を教えられたあとは一変する。えみるがギターの演奏をした際には正体のわからない胸の苦しみを感じつつも「もっと聴きたい」と彼女にお願いするがギターの使用を禁止する彼女の兄・正人と衝突、その際初めて「怒り」の感情が芽生える。改心後えみるから歌うことも教えられ、それが彼女との関係にさらなる転機をもたらす。えみるの「音楽は心を自由に羽ばたかせてくれる」との言葉に感銘を受け、それに気づいたはなとさあやに歌の練習を促される。ところが淡々としか歌えなかったためえみるに「心に響かない」と言われてしまい、そのショックでシステムエラー（気絶）となり倒れてしまう。このような醜態を見せ、またはなたちから自分の素性を明かされたにもかかわらず悩みを親身になって聞いてくれるえみるに対し次第に心を開くようになり、さらに彼女が「ルールーを思って書いた曲、一緒に歌いたいのです」と打ち明けた際には歌詞の内容と彼女の真摯な態度に感涙し、デュエットで見事に歌いきることでその思いに応え晴れて親友同士となる。その時の心境は「えみるといると制御不能」とのこと。その反面、えみるからプリキュア覚醒を誘われた際は自身が人間のような感受性豊かな心を持っていないと感じていたため断ってしまうが、プリキュアたちの勇姿やえみるの心持ちに感化され次第に「えみるとならプリキュアになれる」と考えを改め、彼女と共にプリキュアになることを目指す。
しかしプリハートが残りあと1個しかないということを知らされ、えみるか自分、どちらかしかプリキュアになれない事を知ってしまう。その事でえみると気まずい関係になってしまったため、さあやに複雑な胸の内を伝える。すると彼女から「全力でぶつかったライバルは親友にもなれる」とアドバイスを受け自分の問題と向き合うことを決める。その後えみると共にライブへ行くが突然パップルとオシマイダーに襲われた際に、ほまれとさあやの分まで頑張ろうとするエールの姿を見て「エールを助けたい」とえみると共に強く思った時、ミライクリスタル・パープルが生まれる。だがプリハートは1個しかなくえみるから覚醒を促されるが彼女を抱きしめ「えみると一緒にプリキュアになりたい！」と訴える。その瞬間、金色の女神が現れ2人を抱きしめるとプリハートが分裂し晴れて2人一緒にプリキュアへの変身能力を獲得する。
前述の通り紆余曲折を経てえみると晴れて親友となりプリキュアになる夢も一緒に成就させたが、オシマイダーに彼女のギターを壊されたのが原因で友情に暗雲が立ち込める。自分のせいでえみる愛用のギターを壊したと慚愧の念にかられ彼女に本音を問いただすも、えみるが平然を装い嘘をついていると見抜き、そこで「壊れたからギターを諦めるのですか？」と追及したところ彼女から驚愕な言葉を返され軋轢が生じてしまう。どうすればいいか悩んでいたところはぐたんの力によって異世界から来た雪城ほのか（キュアホワイト）から「自分がどうしたいかってことが大事」とアドバイスを聞き、えみるとの話し合いに臨む。結果的に、自身の胸の内に秘めた本音をぶつけ、仲直りの印としてさあやとほのかに手伝ってもらった自分とお揃いのお手製ギターをプレゼントしている。自分用も作ったのは「えみると一緒に弾いてみたい」との思いから。のちにそれが成就し彼女と音楽ユニット「ツインラブ」を結成する（詳細は「作中用語」を参照）。
最終決戦の後、元クライアス社メンバーやハリー達と共に未来の世界へと帰還した。
2030年では「心も体も成長するアンドロイド」として幼女の姿で生み出されており、大人になったえみるが聴かせた「きみとともだち」を一緒に口ずさんだ。
キュアらりるれルールー
キュアえみ～るがルールーに（『えルっと！プリキュア』として）「一緒にプリキュアになりましょう」と誘った際にルールーに命名したプリキュアの愛称。紫を基調とした衣装に蝶をモチーフ。しかし「お断りします」と拒否した。
プリキュアへの加入にいたる経緯について、えみるとリンクする内容もあるため、前項「愛崎えみる」も参照。
敵対時の詳細はルールーを参照。

### 妖精
はぐたんは人間であるが、ストーリーや玩具展開において過去作の妖精キャラクターに相当する立ち位置であるため、便宜上「妖精」として纏めて記述する。

#### プリキュアに関わる妖精
はぐたん
声 - 多田このみ
10月21日生まれ。はなのもとへ突然空から降ってきた赤ちゃんで、口癖は「はぎゅ〜」。好きなものはミルクで、好きな人物ははな・さあや・ほまれ・えみる・ルールー。
最初は前述の口癖しか喋られなかったが、はなたちに育てられるにつれ、舌足らずながらはなを「まま」と言うようになり、のちにさあや、ほまれ、たこ焼きにも波及する。そして次第にさあやを「しゃあや」、ほまれを「ほまえ」、えみるを「えみゆ」、ルールーを「るー」もしくは「るーるー」、ハリーを「はりー」と呼ぶようになる。はなのみ名前で呼ばず「まま」のまま。また、簡単な会話も出来るようになったが、ハリーの影響か、関西弁が混じることもある。また、歯が生えたため離乳食を食べるようになる。
その正体は、未来の世界のプリキュアの一人であるキュアトゥモローであり、ハリーと共にクライアス社の追っ手から現代へと逃げてきた。この時、時間遡行の影響で赤ちゃんへと姿を変えることになる（詳細はキュアトゥモローの節を参照）。
ミライクリスタルから生じるアスパワワをエネルギー源としており、極度にアスパワワを消耗した場合しばらく目を覚まさなくなる程に衰弱することもある。また周囲のアスパワワの減少を敏感に感じ取る特性も持ち合わせている。ハリーの説明によれば、8個のミライクリスタルのアスパワワをはぐたんに与えることで真の姿を取り戻すと共に止まった時間が再び動き出すとされていたが、作中ではそれ以上のミライクリスタルが集まっても元の姿には戻らなかった。
最終話でハリー、ルールー、クライアス社元社員と共に未来へと帰還。2030年にはなの娘として誕生し、「はぐみ」（愛称が「はぐたん」）と名付けられる。
番組開始に先駆け、シリーズ前作『キラキラ☆プリキュアアラモード』の2018年1月28日放送分（第49話）にもゲストとして登場した。詳細は当該項目を参照。
キュアトゥモロー
声 - 多田このみ
はぐたんの真の姿。未来の世界で活躍したプリキュアの一人であり、他のプリキュア（声 - 川井田夏海、木野日菜、長縄まりあ）と共にクライアス社を倒し未来を守るべく戦っていた。
未来を育む存在であるマザーの力を受け継いでおり、彼女が倒されることは時間が止まることにつながるため、クライアス社から狙われていた。他の3人のプリキュアが倒され、残った彼女はクライアス社に囚われるが、「プリキュアは決して諦めない」という仲間達との約束や決心もあり、彼女に感化されたハリーによって牢獄から脱出、マザーの力を使って他にいるプリキュアの元へ向かうため、過去の世界へと向かうことになる。
ハリハム・ハリー
声 - 野田順子（妖精体）・福島潤（人間体）
関西弁を話すハムスターのような形態の小動物で、一人称は「オレ」。はなたちを呼び捨てで呼ぶが、えみるには当初「あんさん」と呼んでいた。他の二人称としては危機が迫った場合に「自分ら」と呼んでいる。赤い髪の若いイケメンに変身する能力も備えており、ビューティーハリーでの接客時や外での活動の際に多用されるが、強い疲労や衝撃を受けると妖精体へ戻ってしまう。妖精体の自分の顔が描かれたキャリーバッグを持っており、そこから様々な道具を取り出すことが出来る。
はぐたんと同様に遥か未来の世界の住人であり、現代ではビューティーハリーの経営で生計を立てつつ、はぐたんの面倒を見ている。気が強く上から目線な性格であるが、責任感も人並み以上に持ち合わせている。
見た目から周りの者（特に初対面の者）によくネズミと勘違いされる。だが本人はネズミ呼ばわりされるのを激しく嫌っており、必ず「ネズミちゃうねん！ハリハム・ハリーさんや！！」とツッコミを入れる。時にはハリネズミのように背中の毛を逆立ててキレることもあり、あまりに間違いが多いためついに「いつまでこのネタやらせんねん！」と憤慨する。
その正体は、ハリハリ族と呼ばれるハムスターに似た人語を話す種族であり、未来の世界では孤児として同じ境遇の仲間と共に暮らしていた。しかし、病に冒された仲間たちを救うべくクライアス社と取引をし、結果的にビシン、リストルと共に改造手術を施された経緯を持つ。この改造手術で強大な力を得たことにより、力を解放すると瞳の赤い、紫色の毛を逆立てた巨大なハムスターに変身するようになった。この状態では半ば理性が失われかけており、周囲のものを見境なく攻撃するようになるが、この状態で暴走しクライアス社に拘束された際にキュアトゥモローに出会い、彼女によって力を封じ込まれた上で拘束から解放される。この時トゥモローから与えられたネックレスが力を抑制する役割を担っている。
他のプリキュア達が倒され、ただ一人囚われの身となったトゥモローと話している内に、「未来は輝く」という信念と彼女の諦めない心に感化され、彼女を脱獄させて、共にマザーの導きにより過去の世界へと向かうことになる。
HUGMANへ赴いた際、そこでアルバイトしていたチャラリートに突然「お前よりモテる」と言われ憤慨し、なぜか自身もアルバイトして彼と張り合うことに。そんな2人を見ていたはなの父・森太郎に「仲悪いのに息は合ってる」と不思議がられる。

#### その他の妖精
ちびハリ
声 - 藤宮るり、川井田夏海、藤井彩加、山根綺
謎の空間に吸い込まれ、はなたちが見たハリーの故郷・ハリハリ地区で出会った妖精たち。

### クライアス社
本作品におけるプリキュアの敵対勢力。ジョージ・クライが率いる企業組織であり、手下たちはいずれも「社員」と呼ばれている。また、本拠地である本社のほかにも複数の支社が存在しており、それに伴い従業員も多数存在する。
人々から未来を奪うことを企業理念に掲げており、その目的を達成させるために必要な「ミライクリスタル」を奪取しようと目論む。そのミライクリスタルはプリキュア及びはぐたんが所有しており、自分たちの野望を阻止してくるプリキュアたちを始末しようと怪物の「オシマイダー」を生みだして襲撃してくる。
すでにハリーやはぐたんが住んでいた世界を滅ぼしており、そこの世界を守護していたプリキュアたちを窮地に追い込んだ経緯をもつ。また、クライアス社に侵略された世界はすべての時間が静止される。
ジョージ含め社員が全員浄化されたことにより、本社ビルの崩壊とともにクライアス社は活動停止に追い込まれ、最終話放送後に東映アニメーションの公式サイトで正式に解散を発表した。

#### 会社概要
- 経営理念:ミライクリスタルの獲得と未来の消滅
- 沿革

XXXX年:クライアス社設立。
2018年:あさばぶ市に支社を設立。
2018年7月:あさばぶ支社組織改編。
2019年1月27日:解散。

#### 採用情報
31話のエンドカードにて記載された、あさばぶ支社の採用情報である。
【仕事内容】ミライクリスタル及びプリキュアの探索（最初は簡単な発注業務）
【給与】　　応相談（賞与、昇格あり）
【勤務時間】フレックス
【応募資格】未経験者歓迎！課長、係長経験者優遇

#### 上層部
ジョージ・クライ
声 - 森田順平
クライアス社を支配する謎の中年男性。社内での肩書きは代表取締役社長。黒色のセミロングヘアに痩身の体格が特徴。配下の社員たちからは肩書きと名前を合わせた「プレジデント・クライ」という敬称で呼ばれている。一人称は「ボク」。
白色の奇怪なロングコートに同じく白色のシャツを着用し、黒色のズボンと奇怪な靴を履いているが、一般人として外出する際には胸元を開けた白いシャツといったラフな格好になる。また、美しい模様が書かれた本を所持している。
表向きは悪意のない人物として振る舞い、常に暗く寂しげな表情を見せているが、目的のためならば手段を選ばない冷徹な一面をもつ。また、興味を抱いた相手に徹底的に執着する傾向にある。
人々が笑顔で暮らし続けられる世界を作るため、新たな苦しみが永遠に生まれぬよう、時間を止めることで未来を消滅させるという目的の下、社員たちに明日をつくる力「アスパワワ」の結晶である「ミライクリスタル」を奪うよう命じている。詳細な経緯は不明だが、ある日強大な力を手に入れ、その力をもってハリーたちが住んでいた世界の未来を消滅させた経緯をもつ。
クライアス社に不在中は、漆黒の身体に禍々しい赤い目をしたシルエットの映像を通して社員たちの前に登場し、社員たちが提出した稟議書に直接許可を下す役割を担い、その際には口から巨大なハンコを出して稟議書に判を押すという仕組みになっていた。また、このシルエット映像の際には凶暴な化け物として振る舞うなど、本来の性格とはかけ離れたものとして設定されている。
しばらくの間は一般の人間として人間界に出向き、出会ったはなと交流を試みていたが、プリキュアたちがすべてのミライクリスタルを入手したことで自分の正体を露わにし、奪ったミライクリスタルの力で世界の時間を止めるという暴挙に出る。しかし、キュアエールの奮闘によってミライクリスタルを奪還されたことで失敗に終わり、今度は自分のやり方とプリキュアたちのやり方どちらが正しいのか見定めようと目論むようになる。
やがて、プリキュアの諦めない姿勢が未来に変化をもたらしていることに一筋の希望を見出す一方、遠い未来ではいずれ人類が自ら文明の崩壊を招くことが明白であったため、プリキュアの行為は全て無駄なものである、としてはなへの忠告を試みる。しかし、それでも自身の信念を曲げずに未来を守ろうとするはなの姿勢を見たことで、強硬手段として本社ごとプリキュアのもとに移転し、世界中の時を停止させる行動に出る。そのままプリキュアを大量の猛オシマイダーの力で窮地に陥れるも、リストルとビシンが改心し形勢が逆転したのを機にはぐたんを連れ去り、後を追って来たプリキュアを本社内におびき寄せた。この時エール以外のメンバーを戦闘不能に、エールを絶望寸前まで追い込むが、最終的に復活したプリキュアメンバーの応援を受けたエールとプリキュア化した世界中の人々による｢プリキュア・オール・フォー・ユー｣を受けて敗北。一人崩壊するクライアス本社ビルに残ったが、エールの説得を受け、もう一度未来を信じることを決意し、姿を消した。
最終話では一人荒野を歩きながら「時間は動き出した」と呟いていた。
名前の由来は、「常時、暗い」をもじったもの。
最終形態
怪物化させた「あざばぶ支社」と融合して得た姿。漆黒の巨大な怪物へと変貌し、身体は骸骨のような姿に変化している。
身体が大量のトゲパワワで満ちており、感情が暴走状態にあるためクライ本来の理性等はほとんど残されておらず、巨大な手で地球すべてを潰そうとする。

ドクター・トラウム
声 - 土師孝也
クライアス社に所属する初老の男性社員。社内では相談役の肩書きを持ち、公私ともに代表取締役であるジョージ・クライとは対等の関係にある。白髪の短髪が特徴。一人称は「わたし」。
貴族を彷彿させる緑色のロングコートに紫色の服を着用し、頭部にはネジが施された黒色のシルクハットをかぶり、首元にはスカーフを身に付け、茶色のショートブーツを履いている。
表向きは紳士的かつ陽気な人物として振る舞う一方で、同僚にあたるダイガンを「我が社のお荷物」と蔑視して粛清するなど、冷酷かつ狂気染みた本性を隠しもつが、「自分にも親の気持ちは理解できる」趣旨の発言をしており、戦闘中に赤ちゃんがいる場合は一定の配慮をしたこともある。
オシマイダーを召喚する際には小型のオシマイダーと社交ダンスを踊り、その間は周囲が機械染みた空間になる。また、技術者として様々なアイテムを開発しており、ジェロスには強大な力を得ることができることができる試作品を渡し、ビシンには仮想の世界を創る開発品を渡している。
初出撃したダイガンを粛清する形で初登場し、正体を明かしたジョージと同時期に活動を本格化させ、同時に組織改編した「あざばぶ支社」の所属となる。
登場当初から常に自分のペースで任務に徹していたが、自身の最高傑作となる時間を操るパワードスーツを開発したことで遂に本腰を入れ、手始めに『キラキラ☆プリキュアアラモード』のいちご山と『魔法つかいプリキュア!』の魔法界に狙いを定め、それらの世界の時間を止める傍ら大量の「アスパワワ」を吸い付くそうと目論む。しかし、歴代のプリキュアの参戦によって状況が一変すると共に、大量の「トゲパワワ」を吸収したパワードスーツがエラーを起こす形で暴走形態へと変化し、トゲパワワの増幅により地球を覆い尽くすほどの最終形態へと変貌する。最終的には、歴代プリキュアの想いを受け継いだキュアエールたちの新しい浄化技である「プリキュア・オール・フォー・ユー」を受けて元の姿に戻り、ルールーとの思い出を振り返りながら改心するに至った。
ルールーを開発した当事者であるが、ルールーの｢心の無いアンドロイド｣という側面しか見ることのできないまま彼女の元から去ってしまった過去を持つため、長い間後悔の念が生じていた。その後、改めてルールーと向き合い、人の心を抱かせてくれたプリキュアに感謝すると共に、｢ルールーが失敗作なのではなく、ルールーを受け入れられなかった自分の失敗｣と過去の過ちを認め、ルールーと和解した。その後、クリスマスのエピソードにてルールーに｢お父さん｣と呼ばれる程まで関係が回復した。
最終話では未来に帰還するために「未来へかえるくん」を製作した。千瀬ふみとのトゲパワワに反応しオシマイダーにされてしまうが、プリキュア達の活躍で元に戻った後、予定通りはぐたんやかつてのクライアス社社員（ハリー、ルールー含む）を連れて未来へ帰還した。2030年ではえみるとともにルールーの誕生に立ち会った。
パワードスーツ第1段階
自身の最高傑作であるパワードスーツを装着した姿。紫が基調の分厚いマシンの姿をしている。
パワードスーツには時間を操作できる機能が搭載されており、その機能を駆使することで周囲一帯の時間を止めたり、自身のダメージをなかったことにしたり、プリキュアに倒されたオシマイダーたちを復活させることができる。

パワードスーツ第2段階
前述のパワードスーツが「トゲパワワ」の力で強化を果たした姿。装着しているパワードスーツは複数の黒い触手が生えた球体型のマシンの姿に変貌する。
機体の触手やエネルギーボールを駆使して攻撃したり、複数のプリキュアを一気に無力化させる闇の空間を発生させることができる。しかし、大量のトゲパワワを吸収しすぎるとパワードスーツがエラーを起こし、その影響でドクター・トラウムの理性が徐々に失われるという弱点がある。

暴走形態
大量の「トゲパワワ」に飲み込まれたパワードスーツとトラウムが一体化した姿。両腕が生えた球体型の黒い顔のような外見が特徴で、シルクハットはかぶったままである。
もはやドクター・トラウムとしての人格はなく、理性のない怪物として暴れまわり、巨大な腕を駆使して攻撃する。また、大量のオシマイダーのほかに歴代の怪物たちをも量産できる能力をもつ。

最終形態
暴走形態になったドクター・トラウムが、さらなるトゲパワワを吸収して変貌した姿。地球をも覆い尽くすほどの巨体となり、暴走形態の際にはあったシルクハット等はなくなっている。
暴走形態に勝利したキュアエールたちをも絶望させるほどの威圧をほこる。

リストル
声 - 三木眞一郎
クライアス社に所属する壮年の男性社員。社内ではジョージ・クライの秘書を務める。色白で、青色の髪をオールバックにして後に束ねる髪型が特徴。一人称は基本的に「わたし」であるが、プライベートの際には「オレ」に変わることもある。
青が基調の奇怪な衣装を着用し、左肩には長い黒色のマントを身につけ、黒いロングブーツを履いている。
基本的には自他に厳しく、格下の相手にも敬語で接する礼儀正しく振る舞う一方で、失態を犯した仲間に対して嫌みを言い放つなど慇懃無礼な言動も散見される。しかし、卑怯な手段を行う人間を露骨に嫌悪したり、後述にあるように同胞だったビシンに対しては温厚に接する姿も見せている。
現在は「あざばぶ支社」に出向中であり、そこでは社員たちを統括する中間管理職的な地位に就き、主にプリキュアを襲撃させる社員を選抜したり、失態を犯した社員を処分する役割を担う。また、ジョージが留守にしていた間は「あざばぶ支社」の事実上のトップとして君臨し、ジョージを模したシルエット映像を操作しながら社員たちを統率していた。なお、クライアス社の社員をスカウトする役割も担う。
本来の姿はリスのような形態の小動物であり、かつてはハリーやビシンとともに「ハリハリ地区」という場所で同居していたが、誰よりも先にクライアス社へと寝返った経緯をもつため、ビシンからは非難されることもある。
最終決戦では、大量の猛オシマイダーを発注し、プリキュアを窮地に陥れるも、助太刀に現れたパップルたちの諦めない姿勢に逆上し、自ら反撃の姿勢を見せる。しかし、自ら封印を破り怪物化したハリーの捨て身の説得に心を打たれ、改心に至った。
名前の由来は、解雇に関連した社会用語である「リストラ」をもじったもの。

#### あざばぶ支社
人間界の「あざばぶ市」に拠点を置くクライアス社の支社のひとつ。設立日は2018年。複数の高層ビルが立ち並ぶ街中に建設された巨大なオフィスビルを拠点にしており、その拠点の屋上にはパラボラアンテナのようなものが設置されている。
支社の内部は円筒状の未来的な内装になっており、下部の階層ほど薄暗く、上部の階層ほど明るい光に照らされるほか、最上部にはジョージのシルエットを模したホログラムが映し出される。また、社員たちの仕事机は浮遊式で、社内での役職が上がるほど仕事机も高所に置かれる。
下記の6名は「アスパワワ」並びに「トゲパワワ」を感知する機械が支給されており、ノルマを無事に達成できれば組織内での昇進を約束されているが、成果を果たせない場合は始末書を提出しなければならず、本社に帰還することすら許されない状況下に置かれ、任務の失敗を犯し続けると「左遷部屋」という真っ暗な部屋に監禁されるという処分を下される。また、重要な案件を実行するにはリストルに稟議書を提出し、プレジデント・クライから出撃の許可を得る必要がある。
以下に挙げる人物はいずれも「あざばぶ支社」に配属された者である。

##### 旧体制
番組放送開始当初のあざばぶ支社に配属されていたメンバー。
ルールー
声 - 田村ゆかり
クライアス社に所属する少女型のアンドロイドで、未来を奪われた人間を管理するために製造された経緯を持つ。製造型番は「RUR-9500」。社内での肩書きはアルバイト。一人称は「わたし」。
頭部にまとめ上げた青紫色のロングヘアが特徴。黒と紫が基調の奇怪な衣装を着用し、背中には灰色のマントを身につけ、黒いロングブーツを履いている（スパイ時の格好は後述のリンク参照）。
感情を表に出さない寡黙な性格で、常に虚ろな表情をし淡々と丁寧語で喋る。また「想定外」「○○不能」を多用している。組織で定められた規約には忠実に従って行動し、上層部に報告書を提出しない同僚には何度も注意を託すなど、だれに対しても事務的な態度で接する。その仕事に対する忠実さもあって多くの上司から信頼を得ているが、一方では上司の残業を押しつけられることも多い。
データを分析・計算する分野に長けており、自分で思考した確率を導き出す能力をもつ。データを分析する際やネガティブウェーブを照射する時に、顔部に電子基坂のような線が映る描写がある。また、戦闘の際にはUFOに乗り、プリキュアの弱点を的確に分析して追い詰めるなど近代的な戦術を多く取り入れたり、オシマイダーを発注する際にはダンスのように足でパネルを踏み、出したデータをつかんでディスプレイ状に展開する。
チャラリートが浄化された後さらなる力を得たプリキュアの情報を得ようと考え現在の人間界へ赴き、そしてはなの母・すみれの記憶を特殊な能力で改竄し「知り合いの娘のルールー・アムール」と認識させ野乃家への潜入に成功する。そこではなと接触することに成功しスパイ活動を始めるが、はなたちと生活を送るにつれ彼女たちに対して親近感を覚えたり、えみるとの出会いを境に様々な感情が芽生えるなど、次第に自身の心境に変化が生じ始める。
そんな矢先、パップルの攻撃からエールを庇うという行動に出たことで重傷を負い、その後パップルにより修理と記憶消去のためクライアス社へ強制連行される。修理と記憶消去の過程でリストルの提案により戦闘用プログラムを追加された上で試作品のパワードスーツを装着することになり、その姿でエールたちと対峙し強力な能力で3人を圧倒する。そして勝利を確実のものとするため3人をより詳細に分析するが、自ずと3人およびえみると過ごした記憶も蘇ってしまい苦悶し始める。それを見たアンジュとエトワールの連係攻撃によりパワードスーツが破壊される形で理性を取り戻すも、その直後3人との思い出が原因で胸が苦しみ出す。そこで3人が近づかぬよう威嚇射撃を行うが、これをエールがかいくぐり一騎討ちとなる。そこで彼女に「わたしはあなたたちを騙したのに、優しくされて胸が苦しい…」と吐露する。それを聞いた彼女から「わたしも胸が苦しいよ…、ルールーと戦いたくない。だって好きだもん！」と会心の訴えを返された瞬間、自身の中に何かが生まれる。その後はぐたんに撫でられた途端号泣し、そしてパップルに「もう機械人形ではありません！」と告げクライアス社に謀反し改心する。戦闘後3人から生まれたのは「心」であると教えられ、そしてはなと抱擁し契りを交わす。
改心後の詳細はルールー・アムールを参照。
最終型態
ルールーがクライアス社によって大幅な改造を受けて得た姿。白色と紫色が基調のパイロットスーツを着用し、その上にロボットのようなアンドロイド専用のパワードスーツを実装している。ルールーの髪型に酷似した頭部に、大きめの胸部装甲と両肩が特徴。
パワードスーツ装着時は見た目に反して機動性に優れており、額から強力な光線、右肩から機関砲、左肩からミサイルや戦術高エネルギーレーザーを放つことが可能で、ルールー単体でも腕を変形することで重砲を放つことができる。

チャラリート
声 - 落合福嗣
クライアス社に所属する若い男性社員。社内での肩書きは係長。金色のセミロングヘアに褐色の肌が特徴。一人称は「オレちゃん」。
黄色のベストに黒色のタンクトップを着用し、首元にはネックレスを身につけ、ぶかぶかの灰色のズボンに白い靴を履いている。
チャラ男のように言動が非常に緩く、目上の存在に対しても馴れ馴れしい態度で振る舞い、自分の出世のために同僚を出し抜くずる賢さや、赤ちゃんの泣き声を聞くだげで不快感をおぼえる粗暴な一面をもつ。また、学校などの青春や明日への希望に満ち溢れている場所を露骨に嫌う傾向にある。
紫色のリング状のエネルギーで相手を拘束する能力をもつ。また、オシマイダーを発注する際にはパラパラダンスを踊る。
自ら「ミライクリスタル」の捜索及びプリキュアの打倒を具申しその任務に就くが、初出撃の際にはながキュアエールへと覚醒し、続く出撃でもさあやがキュアアンジュに覚醒するという事態に陥る。この不測の事態に対し、上層部からの評価を恐れて一切組織に報告せず、覚醒した2人のプリキュアをまとめて始末することで自分の成果を上げようと目論む。
だが、同僚のルールーによって前述の失態を上層部に報告されるに及び、ジョージやリストルから最後のチャンスを与えられる形で決死の覚悟を決め、ほまれを誘拐する形でキュアエールたちを倒そうとするが、結果的にはほまれがキュアエトワールに覚醒したことで失敗に終わる。任務失敗後は自分の仕事机を没収された上、任されていた任務もパップルによって奪われることになり、自身は「左遷部屋」へと異動させられる。
その後、左遷部屋で恐怖に怯えていたところをジョージから「トゲパワワ」を注入されてオシマイダーへと成り果て、パップルの指揮の下で人間界の街を破壊し尽くし、プリキュアを襲撃してミライクリスタルを奪おうと暴走する。しかし、オシマイダーになった影響で精神に異常をきたし、今まで自身が抱いていた「自分には才能がない」というコンプレックスを暴露した結果、それを聞いていたキュアエールから同情されることになり、最終的にはキュアエールからの救いの言葉を受けて穏やかな表情に変わりながらプリキュアたちの新しい必殺技である「プリキュア・トリニティ・コンサート」を受けて浄化された。
浄化された後は元の姿に戻った上でクライアス社から離脱して改心し、とある動画サイトの「チャラチャラチャンネル」というチャンネル内で動画を投稿する生活を送るようになる。また、同じくクライアス社を離脱したパップルやダイガンと共に芸能事務所の「まえむきあしたエージェンシー（MAA）」を起ち上げている。HUGMANで女性客の「イケメン」の声に反応し、ハリーと張り合いになる。この時、はぐたんを抱いて好きになった結果、現在では前述の赤ちゃん嫌いを克服した。
クライアス社との最終決戦では、パップル、ダイガンと共にピンチに陥ったプリキュアのもとへ助太刀に現れた。
2030年では小学生であり、ジェロス、ジンジン、タクミとは同級生の関係になっていた。
名前の由来は、社会人に関連した社会用語である「チャラ男」と「サラリーマン」をもじったもの。
最終形態
大量の「トゲパワワ」を注入されてオシマイダーへと変貌した姿。服装に変化はないが、身体は黒色の巨大な怪物へと変化し、理性もほとんど失われている。また、一人称は「オレ」になる。
キュアエール、キュアアンジュ、キュアエトワールを同時に相手にしても圧倒できるほどの戦闘能力を得ており、手や足を伸ばすトリッキーな動きで攻撃や防御を行う。しかし、精神状態が弱まると身長が縮んで弱体化するという欠点をもつ。
また、この状態になると周囲一帯の空が黄色一色に染まる。

パップル
声 - 大原さやか
クライアス社に所属する壮年の女性社員。社内での肩書きは課長。紫系のメッシュが施された青黒色のロングヘアが特徴。一人称は「わたし」で、「しもしも～」と「ぶっとび～」が口癖。
黒色のロングコートに露出度の高い紫色のボディコンを着用し、網タイツに黒いヒールを履いている。また、手元にはジュリ扇を携帯し、両耳には黄色のイヤリング、首元にはネックレスを身につけている。
女性の色気を全面に醸しだすグラマラスな人物として振る舞うが、気に入らない状況になると露骨に不快感を示したり、1人のプリキュア相手なら勝てると豪語する自信家かつ高飛車な一面をもつ。また、仕事におけるプロ意識は高く、報告、連絡、相談は組織にとって必要不可欠なものと心得ているが、彼氏（前述のジョージであると思われる）とのデートを優先して部下のルールーに仕事を押しつけることもある。
基本的に仲間意識は皆無であり、失態続きのチャラリートに対して「無能な男」と罵倒したり、アンドロイドのルールーを完全に物扱いするなど、仲間を平然と利用する傾向にある。一方で、チャラリートが作成したプリキュアに関するデータを素直に評価したり、ルールーを強引に改造するリストルに対して困惑する表情を見せることもある。
ショルダーフォンを掛けており、それでオシマイダーを発注したり、出撃する時や撤退する時に利用するタクシーを呼び寄せたりする。また、オシマイダーを発注する際には扇を振りつつ「煽って、煽って、フウッフウッ」と言いながらバブリーダンスを踊り、タクシーを利用する際には運転手に領収書を要求する。
携帯している扇子を駆使して突風を引き起こしたり、空から強力な光線を放つこともできる。また、一度ラヴェニール学園に潜入するために無理矢理学生に変装したことがある。なお、「トゲパワワ」を増幅させてオシマイダーを強化することもできる。
任務から外されたチャラリートに代わり、自ら「ミライクリスタル」の捜索およびプリキュア打倒の任務に就く。しかし、その後は自身も度重なる失態を犯すことになり、自分の名誉を挽回するためにもチャラリートをオシマイダー化するという計画を発案するが、結果的にチャラリートが浄化されたことで失敗に終わる。そして、リストルやダイガンからこれらの責任を追及されるほどに失墜し、自身は残業続きの日々を送るようになる。
前述のことで鬱憤が溜まっていく一方、潜入任務に就いているルールーがプリキュアとの交流を深めていく様を静観する中、ルールーがプリキュアに加担する瞬間を目撃したことで彼女を裏切り者と判断し、ルールーの記憶を強制的に操作した上でプリキュアたちに襲わさせる行動に出るが、結果的にルールーが完全にプリキュア側へと寝返ったことで失敗に終わる。その後は名誉挽回の傍ら、自分を裏切ったルールーを始末することにも重点を置くようになる。
そのような中、心の拠り所であった彼氏を後輩のジェロスに奪われたことで深い絶望に陥り、自身に大量のトゲパワワを注入してオシマイダーへと変貌し、自暴自棄になる形で街中を破壊しながら暴走する。その最中に、自身の心の内側に入り込んだキュアマシェリとキュアアムールに「愛してたのに、すてられた」という本音を打ち明けながら攻撃するも、それを聞いたキュアマシェリたちの必死の励ましによって徐々に沈静化し、最後は彼女たちの新たな必殺技である「ツインラブ・ロックビート」を受けて浄化され、安心した表情を見せながら元の姿に戻った。
その後はクライアス社から離脱しており、チャラリートやダイガンと共に芸能事務所の「まえむきあしたエージェンシー（MAA）」を起ち上げ、社長業に就いている。また、えみるとルールーが結成するアイドルユニット「ツインラブ」を事務所に所属させるべく行動し、最終的に引き入れることに成功している。
クライアス社との最終決戦では、チャラリート、ダイガンと共にピンチに陥ったプリキュアのもとへ助太刀に現れた。
2030年では空港でほまれとすれ違っている。
名前の由来は、経済に関連した社会用語である「バブル経済（バブル景気）」をもじったもの。
最終形態
パップルが自身のトゲパワワを増幅させ、オシマイダーへと変貌した姿。外見上の特徴はチャラリートの時と同様、黒い怪物の姿をしている。紫色のボディコンを着用するところは変わらないが、髪色は薄い水色に変化している。
戦闘時は口からビーム砲のような光線を放つほか、キュアアンジュの「フェザーブラスト」やキュアエトワールの「スタースラッシュ」を容易に防ぐほどの防御力を誇る。

ダイガン
声 - 町田政則
クライアス社に所属する中年の男性社員。社内での肩書きは部長。口髭に肥満型の身体が特徴で、眼鏡をかけている。一人称は「わたし」。
緑と黄緑が基調の奇怪な衣装を着用し、背中には短い黄緑色のマントを身につけている。また、あごヒゲを小さな赤いリボンで結んでいる。
格下の相手には強気な態度で接する横暴な人物として振る舞い、任務を果たせない部下に対しては冷徹に切り捨てるなど、恩情や仲間意識といったものは一切もたない。また、自分なら任務を5分で終えると豪語したり、本社に戻れない現在の状況にいつも憤慨するなど、自信家かつ堅苦しい一面をもつが、ドクター・トラウムの口からクライアス社内では「お荷物」の存在であったことが語られている。
オシマイダーを召喚する際にはモンキーダンスを躍り、最後にはサタデー・ナイト・フィーバーのような決めポーズをする。また、「ネガティブウェーブ」を発動する際には「ネガテブウェーブ！」という少し訛った発音をする。なお、長らく出撃の機会がなかったためか、発注の際の手順にうろ覚えの様子を見せていた。
パップルの退職後、自信に満ちた表情で初出撃することになったが、ドクター・トラウムによって5分どころか5秒でプリキュアと戦うことなく粛清され、彼から受けた傷を治癒しようとしたキュアアンジュに感謝の言葉を述べながら撤退した。
その後は改心してクライアス社から離脱し、パップルたちが起ち上げた芸能事務所の「まえむきあしたエージェンシー（MAA）」に所属する総務係長として再スタートする。そのような中、ハロウィンのイベントに用いるお菓子作りがうまくいかず苛立つ中、その隙をつけ込んだリストルにスカウトされる形でクライアス社への復職感情が芽生え、命の恩人であるプリキュアに対して心苦しさを抱きつつも猛オシマイダーを召還する。しかし、結果的にはプリキュアの浄化技である「プリキュア・チアフル・アタック」を受けて猛オシマイダーと共に浄化され、パップルに自分の作ったお菓子が子供たちに好評だったと聞かされたことで再度改心した。
クライアス社との最終決戦では、チャラリート、パップルと共にピンチに陥ったプリキュアのもとへ助太刀に現れた。
2030年では医療従事者となっており、さあやと共にはなの出産に立ち会う。
名前の由来は、世代に関連した社会用語である「団塊の世代」をもじったもの。

##### 新体制
上記の4名が退職、失脚後に配属された新たな社員たち。代表取締役社長のジョージ・クライや相談役のドクター・トラウムの下、社長秘書のリストルと共に任務に徹する。なお、任務や拠点などに変化はない。
ジェロス
声 - 甲斐田裕子
クライアス社に所属する若い女性社員。社内での肩書きはジェネラルマネージャー。赤系のメッシュが施された緑色のボブカットヘアが特徴。一人称は「わたし」で、英語交じりの口調で話すが、言葉使いが荒っぽくなることもある。
黄色のロングコートに赤と黒が基調のチャイナドレスのような衣装を着用し、赤色の厚底ヒールを履いている。
後輩社員のジンジンとタクミを常に両脇に引き連れており、ネガティブウェーブを発動させる際も2人を脇に構えさせている。また、猛オシマイダーの指揮をジンジンとタクミに任せることもある。
表面上は敵対する者に対しても常に余裕かつフランクな態度で接する一方で、友情や愛情といった感情については徹底的に憎悪したり、先輩にあたるパップルに対しても低姿勢で接しつつ内心では失態を犯し続ける彼女を軽蔑しており、パップルの彼氏を横取りする形で彼女をオシマイダーにさせる原因を作り出したり、自身の不始末をジンジンとタクミに押しつけたりするなど、したたかで冷徹な本性を持ち合わせる。その一方では、歳を取るにつれて、自分が見向きされなくなることのリスクを異常なまでに恐れている節もある。
オシマイダーを発注する際には手をハートの形にして「ネガティブウェーブ」を放ち、色気を全面に出した豪華なダンスを踊りながら、相手に自分の名刺を差し出す形で行う。
クライアス社を離反したルールーと入れ替わる形で初登場し、当時は自身の素性を明かさずに行動していたが、あざばぶ支社が組織改編されてからは活動を本格化させる。しかし、部下のジンジンとタクミの離脱によって孤独の身になり、彼氏さえ自分から離れていく恐怖心から感情が不安定になり、その負の感情を力にすることで強化形態へと変貌する。
そのような中、度重なる失敗や迫りくる老いへの恐怖心に耐えきれなくなり、遂にはドクター・トラウムの開発品に手を出して自らの意思で猛オシマイダーへと変貌し、街中の時間を止める形でプリキュアたちと交戦になる。しかし、再会した元部下のジンジンとタクミらの説得を通じて徐々に理性を取り戻し、自分を慕う2人の気持ちに触れたことで改心するに至り、結果的にはプリキュアたちの浄化技である「みんなでトゥモロー」を受けて元の姿に戻る。その後、ジンジンとタクミと共に再出発をする決意を固める。
クライアス社との最終決戦では、ジンジン、タクミと共に水上バイクで駆け付け、海の彼方のクライアス本社ビルへとプリキュアを送り届けた。
2030年では小学生であり、アカルイアス社の様な会社の社長になる事を目標としている。
強化形態
ジンジンとタクミを失ったジェロスが、自暴自棄の末に得た姿。逆立った髪に目元のメイクが特徴で、服装なども荒々しいものに変化している。
自身から溢れだす大量の「トゲパワワ」で猛オシマイダーを強化する能力をもつ。
最終形態
ジェロスがドクター・トラウムの発明品を用いて猛オシマイダーへと変貌した姿。ジェロスとしての理性は保たれており、会話もできる。
怪力を用いて攻撃したり、口からは時間を止める特殊な光線を放つことができる。

ジンジン、タクミ
声 - 小島よしお（ジンジン）、山田ルイ53世（タクミ）
クライアス社に所属する若手男性社員の2人組。社内ではジェロスの部下を務めており、両者とも執事のような身なりが特徴。一人称は両者とも「オレ」。
正面から見てジェロスの左側に立ち、ピンク色で襟足の長い髪が特徴で逆ナイロールタイプの眼鏡をしている若い男性社員がジンジンで、正面から見てジェロスの右側に立ち、グレーの短髪でハーフリムタイプの眼鏡をしている若い男性社員がタクミである。
整った容姿とは裏腹にコミカルな言動が目立ち、それぞれのキャストである小島や山田の持ちギャグを踏まえた台詞を発することもある。
上司のジェロスに対しては本心から慕っており、彼女からも時折猛オシマイダーの指揮を任されてはいるが、当のジェロスからは実質的に自身の不始末を押しつけられるための対象としか見られていない。また、ジェロスが猛オシマイダーを発注する際にも常に傍らに立っている。
登場当初からジェロスの部下として勤しんでいたが、連敗続きのためにジェロスから解雇を言い渡されそうになり、その焦りからドクター・トラウムが開発した試作品を盗み出し、その試作品を用いてはなたちの世界の時間を止めようと目論む。しかし、使用していた試作品が暴走する形で自分たちが猛オシマイダーへと変貌化し、ジェロスから「自業自得」として愛想を尽かされながらもプリキュアに襲いかかるが、結果的にはプリキュアの新しい浄化技である「プリキュア・チアフル・アタック」を受けて元の姿に戻り、本心からジェロスに尽くしていた日々を思い出しながら改心する。
その後はジェロスの足を引っ張ることを避けるためにクライアス社を退職し、ジェロスとの距離を置きながらそれぞれアルバイト生活に明け暮れる。その後、ジェロスが猛オシマイダーへと変貌した際には彼女の前に姿を見せ、前述のクライアス社を離脱した理由や、離脱後も変わらない彼女への思慕を打ち明ける形でジェロスを改心させるきっかけを作った。
2030年では小学生であり、同級生のジェロスを追いかけていた。
最終形態
ドクター・トラウムが開発した試作品の暴走によってジンジンとタクミが合体し、オシマイダーへと変貌した姿。黒色の巨大な身体に、2つの顔と4本の腕が特徴で、服装などもボロボロになっている。
戦闘の際には4本の腕を駆使して攻撃するが、4人のプリキュアに動きを制止されるなど、戦闘能力自体はあまり高くない。

ビシン
声 - 新井里美
クライアス社に所属する中性的な容姿の少年社員。社内での肩書きはカスタマースペシャリスト。白色のボブカットヘアが特徴。一人称は「ボク」。
赤色の肩掛けに青色の服を着用し、首元には毛皮のようなマフラーを身に付け、黒色のロングブーツを履いている。また、服装にはチャックが施されており、両腕には包帯のようなものを身に付けている。
無邪気な口調ながら凶暴な性格で、他者を攻撃する際には狂気染みた笑みを見せたり、気に入らない事態になると感情をむき出しにするなど、直情的になりやすい傾向にある。特に、ハリーと一緒にいることの多いほまれに対する憎悪は激しい。
元々は、ハリーと同様に人間の言葉を操る小動物であり、ハリーとともに未来の世界の「ハリハリ地区」という場所で肩身の狭い暮らしをしていたが、ある日クライアス社からスカウトされたことで彼らの配下になり、組織から超人的な力を与えられて現在に至る。そのため、自分に居場所を与えたクライアス社に対する忠誠心は非常に高い。また、クライアス社から離脱したハリーを今もなお仲間として執着しており、現在は彼をクライアス社に戻すため躍起になっている。
戦闘の際には手から紫色の光弾を放つことができる他、素早く動きながら爪で引き裂く戦法を用いる。また、猛オシマイダーに「トゲパワワ」を注入して強化させることもできる。
その凶暴性からクライアス社内で長らく幽閉されていたが、リストルに解放される形で活動を本格化させる。また、前述のように因縁があるハリーと再会した際には、ハリーのネックレスを破壊して彼を凶暴化させる暴挙に出た。
最終決戦では、絶望的な状況下においても決して諦めようとしないパップル達の姿勢を｢下らない｣と一蹴するも、ハリーの説得でリストルが改心したのを機に、ただ一人残されたことに対する絶望の感情が昂り、猛オシマイダー化する。しかし、｢いなくなるのはお前が嫌いだからじゃない。愛しているからだ。｣というリストルの説得により感極まって号泣し、その後プリキュアの｢みんなでトゥモロー｣を受けて元の姿に戻った。
最終形態
リストルに失望したビシンが、自身のトゲパワワを吸収する形で得た姿。髪や服装などに変化はないが、身体は漆黒の巨大な怪物へと変貌している。
感情が暴走状態にあるため凶暴性も増幅しており、両手で相手を握り潰す荒い攻撃をしてくる。

#### 新入社員
パリピーノ
声 - 田中健大
テレビシリーズの派生作品にあたるミュージカル『ドリームステージ〜フレフレ!メチャLOVE♥レビュー〜』にて登場するオリジナルのキャラクター。
クライアス社に所属する若手の男性新入社員。ヒップホップDJ風の服装が特徴で、レコードプレーヤーを身に着けている。
肌色や顔立ちや髪型などを始めとした容姿や性格がチャラリートに似ている。また、一人称は「オレちゃま」。
最終的にはプリキュアたちの活躍によって改心している。名前の由来はパーティ・ピープルの略称の「パリピ」から。

#### 元社員
下記のほかにも、過去にはハリハム・ハリーがクライアス社の社員として在籍していた。また、『Yes!プリキュア5』シリーズの登場人物であるブンビーもドクター・トラウムの部下として働いていた時期がある。
HATE-900（えいちえーてぃーいーきゅうひゃく）
テレビシリーズの派生作品である漫画版『HUGっと！プリキュア1』に登場する、同作品オリジナルのキャラクター。
クライアス社が製造した初期型のアンドロイド。黒色のセミロングヘアをした中性的な少年の姿をしている。一人称は「ボク」。「HATE-900」という名は製造番号であり、本名は明かしていない。
黒色と白色が基調の洋服を着用し、首元には奇怪な形をしたネクタイを身に付け、セミロングのソックスと黒色の靴を履いている。
表向きは愛情に溢れた好少年な人物として振舞うが、内心では人間を愚かで利己的かつ価値のない存在として蔑視しており、愛情や友情そのものを憎悪する傾向にある。また、後継型のアンドロイドであるルールーとは異なり、初期型のアンドロイドは深層学習により人工知能が飛躍的に進化しており、その高い性能によって人間と同じような創造心、探求心、好奇心などを持ち合わせている。
元々はクライアス社のアンドロイドとして開発されたが、その飛躍的な進化を続ける初期型のアンドロイドがいずれ反乱や暴走をする可能性もあり、そのことに危惧したクライアス社からほかの初期型のアンドロイド共々廃棄されそうになったことで逃亡した経緯をもつ。また、自分と同じく初期型のアンドロイドだった両親はクライアス社によって廃棄されている。
劇中では人間に愛情の無意味さを知らしめようと目論み、手始めにえみるに接近して彼女を言葉巧みに洗脳する行動に出る。しかし、そのえみるがルールーたちの奮闘によって救出されたことで失敗に終わり、更にはルールーに家族を失った寂しさを抱いていたことを指摘され、遂には怒りに任せて暴走するが、最終的にはキュアマシェリとキュアアムールの説得によって沈静化し、現在は愛を探求する人物として改心した。

#### 怪物
オシマイダー
声 - 吉田ウーロン太
クライアス社の社員たちが使役する怪物。鋭い黄色の目にギザギザ形の大きな口を開けた黒い素体が特徴。首元には社員証のようなものを身に付けている。基本的には「オシマイダー！」と発声する。
主に人間に宿る負の感情に満ちた力「トゲパワワ」をクライアス社の社員が「明日への希望よ　消えろ」の口上と共に「ネガティブウェーブ」という能力で取出し、そのトゲパワワを暗黒の雲のようなエネルギーに変えながら、「発注！ オシマイダー！」という掛け声を唱えることでその暗黒の雲が周辺にある物体に憑りつく形で誕生する。
オシマイダーが誕生すると周囲一帯が桃色または紫色に染まった空間へと変わり、辺りには無数のトゲパワワが浮遊するようになる。これらの状況になると周囲にあった「アスパワワ」の力が減衰し、周囲にいた人間も無気力な状態になる。また、オシマイダーの素体にされた人間の心の声を発露することがある。なお、素体にされた人間だけが元の状態に戻っても、オシマイダー自体は行動を継続することができている。
プリキュアの浄化技を用いながらオシマイダーを浄化することで無気力になっていた人間の元気を取り戻すことができる。また、プリキュアの技で浄化されると「ヤメサセテモライマース」と言いながら消滅する。
　36話ではドクター・トラウムの手で再生させた個体が登場している。
猛オシマイダー（もうオシマイダー）
声 - 吉田ウーロン太
第23話から登場したオシマイダーの強化版。やつれた顔が特徴。基本的には「猛オシマイダー！」と発声する。
主にドクター・トラウムとジェロスが使役しており、ドクター・トラウムの場合は自身の顔を模した「ビックリドンドンメカ」という機械に「猛」の文字が書かれたチップを注入し、「今週のビックリドンドンメ〜カ〜」と歌いながら小型なオシマイダーと共にダンスを踊った後、「発注！ 猛オシマイダー！」と叫んでビックリドンドンメカに挿入し、小型のオシマイダーの持つスイッチを押して猛オシマイダーを生み出す。初登場時はダイガンにより既に発注されたオシマイダーをビックリドンドンメカに注入し、「発注！ オシマイダー！」の口上と共に生み出していた。ジェロスやビシン、ダイガンの場合は通常のオシマイダーと同じプロセスで生み出しているが、発注時の口上は「発注！猛オシマイダー！」となっている。
通常のオシマイダーよりもパワーアップしており、プリキュアをかなり苦戦させている。プリキュアに浄化された際は、「モウヤメサセテモライマース」と言いながら消滅する。
クライアス社壊滅後の最終話では、トラウムの開発した「未来へかえるくん」がトゲパワワを吸収する形で誕生。

### プリキュアの家族

#### 野乃家
野乃 森太郎（のの しんたろう）
声 - 間宮康弘
はなとことりの父親。大柄な体格で温厚な性格。ホームセンターHUGMANの店長を務める。
野乃 すみれ（のの すみれ）
声 - 桑谷夏子
はなとことりの母親。タウン誌のライターとして勤務。
はなたちに仕事体験をしてもらいそれを記事にするという経緯から、彼女たちが体験する仕事のほとんどは自身の斡旋によるものが多い。
スパイとしてやってきたルールーに記憶を書き換えられてしまう（詳細はルールーの項目を参照）が、記憶の書き換えが解除された後も彼女を責めることはなく「大抵のことはやり直せる」と諭し、今まで通り温かく家族として迎え入れた。
野乃 ことり（のの ことり）
声 - 佐藤亜美菜
はなの妹で、えみるとはラヴェニール学園小等部6年1組のクラスメイト。失敗ばかりの姉・はなと異なる大人びた性格。姉であるはなをからかったり、自宅ではながトラブルを起こした際にはその事で注意している。
性格が似ているはなとえみる（一生懸命だが空回りして失敗する）を相手しているため「身近に2人もいて大変」と嘆いている。ルールーが「アンドロイド」と聞いてどういうことかと問うも、ハリーにはぐらかされてしまう。
ひなせやふみとと共に猛オシマイダーに襲われた際、キュアエールに助けられる。その際に彼女が言った言葉が過去にはなが言ったそれと同じだったことから、キュアエールの正体がはなであることを勘付くが、作中では最後まで面と向かってはなに伝えることはなかった。
エピローグとなる2030年の時点では教師であり、チアリーディング部の顧問となっている。
はぐみ
エピローグとなる2030年にさあやが産科医を務める病院ではなが出産した女の子。出産時にはなが名付けた。
庵野 たんぽぽ（あんの たんぽぽ）
声 - 井上喜久子
はなとことりの祖母。あざばぶ市にある商店街で和菓子屋「たんぽぽ堂」を経営し、評判を得ている。若い頃は目と眉といった顔立ちがはなそっくりで、性格も似通っている。
常連客であるヨネに「味が落ちた」と言われ喧嘩となり、発憤して巨大どら焼きを作ろうとするが、腰痛により入院してしまい、年をとって体力が落ち、昔のような和菓子作りもできなくなっていることを痛感する。しかし、草介との思い出があり味を落としたくないため作らなくなっていた「希望饅頭」を、はなたちがレシピを見つけて作っているのを目撃したのを機にかつてのことを思い出し、退院後はヨネの助力を得ながら希望饅頭の製造を再開した。
自分を直接攻撃しようとした猛オシマイダーに対し、怒りの鉄拳を振るうエールの横顔を間近で見て、正体がはなだと気付いている。
庵野 草介（あんの そうすけ）
声 - 竹内栄治
たんぽぽの夫ではなとことりの祖父。はなが赤ちゃんの時に亡くなっている。たんぽぽと和菓子屋を始めたときに小豆も満足に手に入れない状況だったため、サツマイモを餡にした饅頭を作り、「食べると心に希望の光がともるようだ」として「希望饅頭」と名づけた。

#### 薬師寺家
薬師寺 修司（やくしじ しゅうじ）
声 - 田坂浩樹
さあやの父親。忙しい妻・れいらに代わり家事を担当する。料理が得意で家ではカレーを作るほか、れいらが出演するドラマ撮影時には、撮影所に出向いてドラマに登場する料理（いわゆる消え物）を作ることもある。
薬師寺 れいら（やくしじ れいら）
声 - 岡本麻弥
さあやの母親。有名女優。性格は、さあやによると「ちょっと不器用で、でもすっごくがんばり屋」。
さあやが幼い頃から育児と女優の仕事を周囲の人々に支えられる形で両立させ、乗り越えてきた過去を持つ。なお、夫の修司とは異なり、料理はあまり得意ではない。
後にさあやと映画で共演することとなった際、さあやが医者という進路を見出し、女優の引退を決意したことに対して寂しさを抱いている。この感情をリストルに利用され、猛オシマイダーの素体となってしまうが、心の中に入り込んで来たさあやに｢（れいらの）仕事を見てきたから自分の進むべき道を見出すことができた｣と語る様子に安堵し、無事に救出される。元に戻り、映画の撮影が再開されてからは、さあやに対しアドリブで映画のセリフをアレンジしたエールを送っている。

#### 輝木家
輝木 ちとせ（かがやき ちとせ）
声 - 青山桐子
ほまれの母親。クレーンの操縦士。夫とは娘が小さい頃に離婚。ハリーへの恋に悩むほまれに対し、過去の自身の経験を重ね合わせ、アドバイスした。
輝木 ちよ（かがやき ちよ）
声 - 片貝薫
ほまれの祖母。ほまれに浴衣を着付けした。
輝木 喜久蔵（かがやき きくぞう）
声 - 不明
ほまれの祖父。

#### 愛崎家
愛崎 俳呑 （あいさき はいどん）
声 - 野間口徹
正人とえみるの父親。オペラ歌手風のいでだちでルールーを歓迎。
愛崎 都 （あいさき みやこ）
声 - 池谷のぶえ
正人とえみるの母親。夫と同じくルールーを歓迎。
愛崎 獏発 （あいさき ばっは）
声 - 野田圭一
正人とえみるの祖父。愛崎コンツェルンの総帥。声の出なくなったえみるに音楽活動を反対する。また、俳呑と都のオペラ調の会話が苦手である模様。ビシンにより猛オシマイダーの素体にされてしまう。
愛崎 正人 （あいさき まさと）
声 - 霜月紫
えみるの兄。ラヴェニール学園中等部3年生の少年。妹・えみると同じく心配性であり、自由奔放な両親に代わる形で愛崎家の跡取りとして祖父から期待されて育っている。真面目な性格や祖父からの教えによる「男は男らしく、女は女らしく」という旧来の考えも持っていることもあり、えみるには「女の子らしくピアノやヴァイオリンを弾くべき」とギターの使用を禁じる。学園でも生徒を厳しく律し、制服を独自のアレンジで着たり考え方が異なるアンリとは対立することもある。
えみるがファッションショーに出演することを知り、そのテーマが「女の子もヒーローになれる」と言う事に反発、「女の子は守られるもの」とえみるの出演に反対し連れ帰ろうとするが、その際はなやアンリから正人が本来持つ考えを否定され、ショックを受けていた時にジェロスによってオシマイダーの素体にされてしまう。浄化後は素体にされた時に見た夢（アンリの説得）を「最悪だったけど綺麗だった」と答えるなど、多少軟化した素振りを見せている。えみるのギターに対する価値観を認め、ライブコンサートのチケットを2枚渡した。アンリとは互いに和解しあった模様。当初は「若宮君」と呼んでいたが、後に「アンリ」と呼ぶようになる。
えみるの声が出なくなった際には、えみるの意思を尊重することなく自分の意見を通そうとする祖父の獏発に対して積極的に異議を唱えており、えみるが声を取り戻す手助けをしている。

### ラヴェニール学園
はなたちが通う学校で、普通科のほかスポーツ特進クラスもある。ルールーも第13話から通っている。
中等部の制服は上衣はブレザーだが、はなのように着用しない生徒やルールーのように学校指定のカーディガン、さあややアンリのように学校指定のベスト、ほまれのように私物のパーカーを着用する生徒もいる。その下に男子はワイシャツ、女子はブラウスを着用、男女共通で左側の襟の先に校章をつけ、赤くブレード部に白いラインが交差して入っているネクタイを結ぶ。下衣はともに灰色で男子がスラックスを着用、女子は裾にラインが2本入ったスカートをサスペンダーで止めている。えみる・ことりが通う小等部は私服通学になっているが、体操着は中等部と共通のもの（左胸に校章、左右に青いラインの入ったTシャツと左右に白いラインが入った黒いハーフパンツ）を着用している。

#### 教員
内富士（うちふじ）
声 - 浪川大輔
ラヴェニール学園の教員を務めている男性教師。はなたちの担任。
温厚な性格の持ち主ではあるが、転校初日に遅刻したはなに注意を与えている。その反面そそっかしい面もあり妻・ゆかの妊娠中にあたふたしていたが、立派な父親になるべく森太郎に弟子入りを志願し、HUGMANでアルバイトすることとなった。そこで森太郎、ハリー、チャラリートから抱っこのアドバイスを受ける。
また紙おむつを押入れいっぱいに買いだめするほどの心配性でもあり、ゆかに呆れられている。
内富士 ゆか（うちふじ ゆか）
声 - 名塚佳織
内富士の妻。ナイトプール回で初登場。後に息子を出産した。
梅橋（うめはし）
声 - 玉木雅士
ラヴェニール学園の男性教師。常時ジャージを着用している。
ほまれがスポーツ特進クラスにいた頃は、彼がほまれを指導していたようで、初めてほまれのスケートを見た時は感動を覚え、教師としてよりも一人の応援するファンとして、ほまれにはスケートに復帰してほしいと願っている。
このような経緯もあり、学校をサボりがちであった頃のほまれに対しても、私的に気にかけ説教をしているが、過去の怪我のトラウマにより心を閉ざすほまれには拒絶されており、教師としての自分の力不足を嘆く内に、心に生まれたトゲパワワに目を付けたチャラリートによって、オシマイダーの素体にされてしまったこともあった。
後にほまれがスケートの練習を再開してからは、学園内のスケートリンクにてその指導に当たっている。この時も必死に彼女を応援しており、後にほまれがはな達やアンリを引き連れて演技を披露し、ジャンプを成功させた際には感激した様子を見せた。

#### 生徒
若宮 アンリ（わかみや アンリ）
声 - 染谷俊之、依田菜津（幼少期）
フィギュアスケーターで、幼い頃からのほまれのスケート仲間の少年。自称「氷上の王子」。フランス人の父と日本人の母の間に生まれたハーフでその美形から通称「王子」と呼ばれており、ハリーの店の女性物のワンピースを試着しても似合ってしまうほど。
強引な性格で突如ほまれの前に現れ、彼女に再度フィギュアスケーターとして活躍してほしいと、無理矢理モスクワへ連れて行こうとする。海外生活が長いせいか、ほまれに挨拶代わりのハグをする。ほまれの事を思う余り、ほまれに安易に「がんばれ」と言ってしまうはなを「応援なんて誰でもできる」と辛辣な言葉を投げかける。はなとさあやと一緒にいて生き生きする姿を見てモスクワ行きを諦めるが、その後ラヴェニール学園のスポーツ特進クラス3年へ転入しほまれを呆れさせた。スケート出場時の衣装提供の縁で、吉見リタ主催のファッションショーにて白いドレスを着て出演、その際えみるとルールーに興味を持ち2人も出演するよう誘っている。
海外生活が長く、中性的な容姿やハーフであるという出自であるゆえに、古いしきたりやジェンダー差に囚われない、自分を主体にした考えを持ち合わせており、制服の着こなしも自己流（ネクタイをリボン状に結び、シャツの袖口もひらひらしたフリル状のものを着用する、など）を貫いている。そのため、正人とは考えがあわない面もあるが、ファッションショーの際に正人がオシマイダーの素体になった事を知った時には、彼の心の辛さを慮る一面も見せている。正人とは互いに和解し合い、「アンリ」と呼ぶように頼んだ。正人には「正人」と呼ぶようになる。その一方でプリキュアの戦闘を目撃し、その際の彼女たちの言動やエトワールの跳躍がほまれのそれであると見抜いたことなどから、プリキュアの正体がはなたちだと気づいている節もあり、そのことではなたちに水を向けることもある。
ある時、リストルにクライアス社へのスカウトを受け名刺を受け取るが、断る。しかし、この時のやりとりの中で自身の体にコンプレックスを抱えていると捉えられる描写があり、さらに過去に痛めた左足にも限界がきていることも示唆されていた。その後優勝して最後の花道にしようとワールドジュニアカップに出場しようとするが、会場に向かう途中で交通事故に遭い入院、左足の感覚が無くなるほどの重傷を負ってしまう。スケート選手としての最後をこのような形で終えることに絶望していたところをリストルにそそのかされ、猛オシマイダーの素体にされてしまう。しかしプリキュアたちからの応援によって、これまで自分のスケートによってファンを笑顔にしてきたこと、そして「自分のなりたい若宮アンリ像」を思い出し、呪縛から抜け出しプリキュアたちから与えられたアスパワワによって力を得て、奇跡的に変身して「キュアアンフィニ」と自称した。猛オシマイダーが浄化され、変身が解けると元の体を痛めた状態に戻るが、絶望することなく未来を見据え再びなりたい自分を探すことを決意する。退院後、正人の介助のもと車椅子生活を送っている。
エピローグとなる2030年の時点では、スケートの振付師として活動している。
キュアアンフィニ
アンリが一時的に奇跡の力を得て変化した姿で、プリキュアと自称した。はながアンリを応援するためにデザインした出場コスチュームが基となっており、白を基調とした衣装に翼をモチーフとし、服の裏地や変身時の背景色に緑が多く用いられている。
この姿でリンクを滑り、演技を披露。猛オシマイダーを翻弄し、アンリの事故を知って悲嘆にくれる観客のアスパワワをよみがえらせ笑顔を取り戻した。
十倉 じゅんな（とくら じゅんな）
声 - 長縄まりあ
ラヴェニール学園に通学する少女で、はな、さあや、ほまれのクラスメイト。風紀委員長で、眼鏡をかける。あきがほまれに弟子入りすることに、「あきはそのままでいい」と反対してケンカになり、その険悪な感情をパップルに付け込まれてあきと共にオシマイダーの素体にされる。しかしそのさなかに、あきにほまれへの嫉妬と、「自分の考えがあきのチャレンジの邪魔をしていたのかもしれない」という想いを吐露し、和解した。
2030年ではあきとコンビを組み、人気芸人として活躍している。
百井 あき（ももい あき）
声 - 土師亜文
ラヴェニール学園に通学する少女で、はな、さあや、ほまれのクラスメイト。茶色のツーサイドアップヘアが特徴。また、ローラースケートをたしなむ。ことわざや慣用句の言い回しを間違えることが多い。ほまれに憧れ弟子入りを志願、ほまれを「師匠」と呼ぶ。前述のとおりほまれへの弟子入りの件を巡ってじゅんなとケンカになり、共にオシマイダーの素体にされるも、後に和解している。
阿万野 ひなせ（あまの ひなせ）
声 - 山谷祥生
ラヴェニール学園に通学する少年で、はな、さあや、ほまれのクラスメイト。所属する吹奏楽部ではトランペットを担当しており、作中のハイキング回でも演奏を披露したことがある。
はなのことが気になるようであり、パップルの屋台にあったぬいぐるみを全財産使って見事ゲット、彼女にプレゼントする。
千瀬 ふみと（ちせ ふみと）
声 - 福原かつみ
ラヴェニール学園に通学する少年で、はな、さあや、ほまれのクラスメイト。
課題の提出期限を守らなかったことで、内富士先生から叱られ、ふてくされていたところあふれ出したトゲパワワをチャラリートがオシマイダーにしてしまうが、その時救ってくれたキュアエールの大ファンとなり、自ら勝手に「キュアエールさんファンクラブ」を結成するほどになった。
2030年ではアカルイアス社の社長秘書として勤務しており、妊娠していながら出勤していたはなを叱っていた。

### その他
一条 蘭世（いちじょう らんぜ）
声 - 洲崎綾
さあやの知り会いで子役。さあやと一緒に『野菜少女』のCMで「ネギ姉さん」として出演していた。
高圧的な性格。前述のCMのスタンスと人気女優の母を持つさあやに対しよく思っておらず、一方的にライバル視して逆恨みしている。反面、役者としては何の後ろ盾もなく地道な下積みを続けてきた叩き上げの努力家であり、どんな役でも与えられた役は全力でこなそうとするプロ意識が強い。
舞台のオーディションでさあやの演技を見たことで心にトゲパワワが生まれてしまい、それに目を付けたルールーによってオシマイダーの素体にされてしまった。その後3人に助けられ、オーディションの結果、ヒロインではなく「ヒロインに敵対する小悪魔役」に抜擢される。
その後、薬師寺れいら主演のドラマ『女王のキッチン』においてネギを扱う役で出演した際に、撮影に使用したネギ料理を撮影後に食べなければならないことへの不満をジェロスに利用され、猛オシマイダーの素体となっている。元に戻った後は、渋々ながらもプリキュアやスタッフ一同と共にネギ料理を食している。
吉見 リタ（よしみ リタ）
声 - キンタロー。
新進気鋭のファッションデザイナーの女性で、自らが主宰するファッションブランド「リタヨシミン」はキュアスタで多くの「いいね！」を得ているだけでなく、さあやの母れいらがドラマ撮影時に用いているほか、アンリのスケート競技衣装のデザインも手がけている。
園児の泣き声によってアイデアが掻き消されるという理由から、保育園にクレームを入れたことがあり、その際に発生したトゲパワワをルールーに利用され、オシマイダーの素体にされている。元に戻ってからはアイデアが浮かぶようになり、問題は解決した模様。その後アイデアに行き詰まり街を歩いているときにパップルによって再びオシマイダーの素体にされてしまうも、プリキュアによって悩みが解消したことにより、自身のブランドのファッションショーを主催する際にはアイデアが無数に湧き出て好調な様子を見せた。
マキ
声 - 知桐京子
はぐくみ市内の病院に勤務する産婦人科医。内富士の妻ゆかが出産した際の担当医として登場。また、さあやがドラマの役作りのため医師の体験をする際には、はなたちも含めてあらゆる診療科を体験できるよう段取りをしたり、さあやに指導も行っている。さあやとれいらが共演する映画に、はぐたんも出演することから、何かあったときのためにと特別に撮影に立ち会い、その際さあやに産婦人科医になった経緯を語っている。また、「どんな道を選んでも後悔はする。だからその時その時、心に正直に生きようってわたしは思ってる」と自身の持つ信念をさあやに告げた。
漫画版でも第10話（『なかよし』2018年12月号掲載）で登場し、はなたちがピクニックに行った先で出会ったメスネコが出産で苦しみ、さあやがネットの情報だけに頼ろうとして慌てているときに出くわし、ネコの出産を助けた。
エリ
声 - 井澤詩織
はなのシャインヒル学園在籍時のクラスメイト。はなを「ののたん」と呼んでいる。チアリーダー部に所属。
大会のセンター争いで他のチアリーダー部員からいじめられていたところはなが庇ってくれた。しかしはなにいじめの標的が変わりはながいじめられた時は庇うことができず、そしてはなが転校してしまったため謝罪ができなかったことを後悔していた。その後はなと再会し前述の経緯を謝罪するが、彼女から「謝らないで、エリちゃんとは友達だもん！」と言葉を掛けられ感涙、そして仲を修復する。
川上 あや（かわかみ あや）
声 - 赤尾ひかる
さあやがマキの指導で産婦人科の仕事を手伝っているときに、母親・あゆみ（声 - 西田望見）に弟が生まれると言い、出会った幼児。
ヨネ
声 - 寺内よりえ
たんぽぽ堂の常連客である老婆。たんぽぽ堂の和菓子の味が落ちたことを指摘すると共に、老いによって昔と同じように和菓子を作れなくなり、落ち込むたんぽぽを励ましている。家業の米屋で毎日米俵を担いでいるということもあり、上腕の筋肉が発達している。

### 他作品からのプリキュア・妖精等
下記以外にも、作中にてクライアス社の作戦に巻き込まれる形で、第36話では他の過去シリーズ作品のプリキュアメンバーの一部が登場し、第37話では過去シリーズ作品のプリキュアメンバーの全員をはじめ、レギュラー以外のプリキュア、主だったサブキャラが登場している。

#### ふたりはプリキュア / ふたりはプリキュア Max Heart
美墨 なぎさ（みすみ なぎさ） / キュアブラック
声 - 本名陽子
雪城 ほのか（ゆきしろ ほのか） / キュアホワイト
声 - ゆかな
『ふたりはプリキュア』および『ふたりはプリキュア Max Heart』の主人公達。はぐたんの不思議な力によって、突如2人揃ってエールたちのいる世界に呼び出された。2人を見たエールは取り乱し、マシェリは「メロディソードを授けに来た天の使い」だと思っていた。
エールたちと見慣れない風景を見たブラックは「ここどこなの？ありえな～い！」と言いながらうろたえ、ホワイトはそんな彼女を落ち着かせ「別の世界に迷いこんだ？」と冷静に分析している。
えみるのギター（詳細はえみるとルールーの項目を参照）を巡って軋轢が生まれたえみるとルールーに対して「自分はどうしたいのか、そして親友だからこそ本音をぶつけるべき」と諭し2人の仲を修復させる。その後の戦闘でも苦戦するエールたちに加勢し、戦闘後は再びはぐたんの力によって元の世界へと帰っていった。その後第36話の終盤、第37話にルミナスと共に登場し、エール達のピンチを救う。
なお、コスチュームはクロスオーバー映画と同じく『Max Heart』の姿である。
九条 ひかり（くじょう ひかり） / シャイニールミナス
声 - 田中理恵
『ふたりはプリキュア Max Heart』から登場したプリキュア。第36話では終盤のみだったが第37話では久々に台詞があり、「ルミナス・ハーティエル・アンクション」で二人を援護し、他の守りに特化したプリキュアとの連携を見せた。
メップル
ミップル

#### ふたりはプリキュア Splash Star
日向 咲（ひゅうが さき） / キュアブライト・キュアブルーム
美翔 舞（みしょう まい） / キュアイーグレット・キュアウィンディ
第36話ではクライアス社によって時間を止められるが第37話で復活し、応援に駆け付けた。
霧生 満（きりゅう みちる）
霧生 薫（きりゅう かおる）

#### Yes!プリキュア5 / Yes!プリキュア5GoGo!
『Yes!プリキュア5』及び『 Yes!プリキュア5GoGo!』の登場人物。二手に分かれたプリキュアチームのうち、はなとさあや、アラモードの6人と対面を果たす。またブンビーは一時期クライアス社に勤めていたことも、作中にて言及されている。
夢原 のぞみ（ゆめはら のぞみ） / キュアドリーム
声 - 三瓶由布子
『Yes!プリキュア5』及び『 Yes!プリキュア5GoGo!』の主人公。自分達を探すはなと出会い、意気投合する。オシマイダー出現時はキュアエールとの連携を見せた。時間を止められた際、アラモードの面々の守りで時間を止められずに済んだ。
夏木 りん（なつき りん） / キュアルージュ
春日野 うらら（かすがの うらら） / キュアレモネード
秋元 こまち（あきもと こまち） / キュアミント
水無月 かれん（みなづき かれん） / キュアアクア
美々野 くるみ（みみの くるみ） / ミルキィローズ
のぞみと同じプリキュア5のメンバー。第36話ではクライアス社によって時間を止められるが第37話では復活し、キュアピーチ以外のフレッシュプリキュアと共に駆け付けた。また第36話ではうららはさあやの憧れの女優であることが明かされた。
ブンビー
声 - 高木渉
かつてプリキュア5と戦った元敵幹部。クライアス社から逃げ、3日も空腹だった所をいちか達に助けられ、プリキュア5のことやクライアス社の計画を伝えた。その後、のぞみ以外のプリキュア5と共に時間を止められる。

#### フレッシュプリキュア!
『フレッシュプリキュア!』の主人公たち。二手に分かれたプリキュアチームのうち、ほまれ達3人と魔法つかいの3人と出会っている。
桃園 ラブ（ももぞの ラブ） / キュアピーチ
声 - 沖佳苗
『フレッシュプリキュア!』の主人公。ダンスの練習をしていた最中、魔法つかいの3人を見つけ、再会を喜んだ。オシマイダーが現れた際、戦いに参加し、他のプリキュアとの連携を見せた。時間を止められた際、魔法つかいプリキュアの面々の守りで時間を止められずに済んだ。
蒼乃 美希（あおの みき） / キュアベリー
山吹 祈里（やまぶき いのり） / キュアパイン
東 せつな（ひがし せつな） / キュアパッション
ラブと同じフレッシュプリキュアのメンバー。第36話では描写はなかったがクライアス社によって時間を止められていた様子。第37話では復活し、キュアドリーム以外のプリキュア5と共に駆け付けた。
タルト
声 - 松野太紀
シフォン
声 - こおろぎさとみ
ラブと行動している妖精コンビ。ラブと共にほまれ達と行動し、コミカルな役割が多い。
カオルちゃん
ウエスター
サウラー

#### ハートキャッチプリキュア!
花咲 つぼみ（はなさき つぼみ） / キュアブロッサム
来海 えりか（くるみ えりか） / キュアマリン
明堂院 いつき（みょうどういん いつき） / キュアサンシャイン
月影 ゆり（つきかげ ゆり） / キュアムーンライト
花咲 薫子（はなさき かおるこ） / キュアフラワー

#### スイートプリキュア♪
北条 響（ほうじょう ひびき） / キュアメロディ
南野 奏（みなみの かなで） / キュアリズム
黒川 エレン（くろかわ エレン） / キュアビート
調辺 アコ（しらべ アコ） / キュアミューズ
調辺音吉（しらべ おときち）

#### スマイルプリキュア!
星空 みゆき（ほしぞら みゆき） / キュアハッピー
日野 あかね（ひの あかね） /  キュアサニー
黄瀬 やよい（きせ やよい） /  キュアピース
緑川 なお（みどりかわ なお） /  キュアマーチ
青木 れいか（あおき れいか） /  キュアビューティ
キャンディ / ロイヤルキャンディ

#### ドキドキ!プリキュア
相田 マナ（あいだ マナ） / キュアハート
菱川 六花（ひしかわ りっか） / キュアダイヤモンド
四葉 ありす（よつば ありす） / キュアロゼッタ
剣崎 真琴（けんざき まこと） / キュアソード
円 亜久里（まどか あぐり） / キュアエース
レジーナ

#### ハピネスチャージプリキュア!
愛乃 めぐみ（あいの めぐみ） / キュアラブリー
声 - 中島愛
第36話ではクライアス社によって時間を止められるが第37話で復活し、仲間とともに応援に駆け付けた。
白雪 ひめ（しらゆき ひめ） / キュアプリンセス
大森 ゆうこ（おおもり ゆうこ） / キュアハニー
氷川 いおな（ひかわ いおな） / キュアフォーチュン
氷川 まりあ（ひかわ まりあ） / キュアテンダー
オハナ / キュアサンセット
オリナ / キュアウェーブ

#### Go!プリンセスプリキュア
春野 はるか（はるの はるか） / キュアフローラ
声 - 嶋村侑
第36話ではクライアス社によって時間を止められるが第37話で復活し、仲間とともに応援に駆け付けた。
海藤 みなみ（かいどう みなみ） / キュアマーメイド
天ノ川 きらら（あまのがわ きらら） / キュアトゥインクル
紅城 トワ（あかぎ トワ） / キュアスカーレット
七瀬 ゆい（ななせ ゆい）

#### 魔法つかいプリキュア!
『魔法つかいプリキュア!』の主人公たち。ドクター・トラウムを追って魔法界よりはぐくみ市に飛来。当初は大人の姿だったが、時間操作ビームを浴びて中学生の姿に戻った後、二手に分かれた際には魔法学校の制服を着用している。
朝日奈 みらい（あさひな みらい） / キュアミラクル
声 - 高橋李依
十六夜 リコ（いざよい リコ） / キュアマジカル
声 - 堀江由衣
花海 ことは（はなみ ことは） / キュアフェリーチェ
声 - 早見沙織
モフルン / キュアモフルン
声 - 齋藤彩夏
キュアモフルンとしては第37話終盤で下半身のみ姿を現す。
魔法学校の校長

#### キラキラ☆プリキュアアラモード
『キラキラ☆プリキュアアラモード』の主人公たちで、ドクター・トラウムの時間停止攻撃に巻き込まれ、はぐくみ市へ転移した後本作品のプリキュアと出会う。登場当初は全員前作の最終回に近い設定の格好であったが、その後変身に際して全員キラキラパティスリーのパティシエ衣装に変わっている。
宇佐美 いちか（うさみ いちか） / キュアホイップ
声 - 美山加恋
有栖川 ひまり（ありすがわ ひまり） / キュアカスタード
声 - 福原遥
立神 あおい（たてがみ あおい） / キュアジェラート
声 - 村中知
琴爪 ゆかり（ことづめ ゆかり） / キュアマカロン
声 - 藤田咲
剣城 あきら（けんじょう あきら） / キュアショコラ
声 - 森なな子
キラ星 シエル（キラほし シエル） / キュアパルフェ
声 - 水瀬いのり
ペコリン / キュアペコリン
声 - かないみか
第37話終盤で変身する。
いちご山の長老
声 - 水島裕
ピカリオ / リオ
ビブリー

#### プリキュアオールスターズNewStageシリーズ
坂上 あゆみ（さかがみ あゆみ） / キュアエコー

#### スター☆トゥインクルプリキュア
星奈 ひかる（ほしな ひかる） / キュアスター
声 - 成瀬瑛美
シリーズ次作『スター☆トゥインクルプリキュア』の主人公だが、最終話となる第49話に先行登場。猛オシマイダーとの戦闘でエールたちを助けたほか、戦闘後は普段の姿ではなたちと会話を交わし、はぐたんが拾ったスターカラーペンをもらっている。バトンタッチメッセージにも登場。
フワ
声 - 木野日菜
『スター☆トゥインクルプリキュア』に登場する妖精。最終話のバトンタッチメッセージのみ登場。

## プリキュアの設定
本作品のプリキュアは、未来の世界からやってきたはぐたん（キュアトゥモロー）の持つ、未来を育む女神「マザー」の力によって覚醒、その力によって敵であるクライアス社と対峙する。このため過去のシリーズ作品で用いられる事が多い「伝説の戦士」というフレーズやそれに関する言い伝えが出てこないのも特長となる。その一方で未来の世界ではトゥモローを始めとするその時代で活躍していた4人のプリキュアの存在が明らかとなっている。
変身時の掛け声は「ミライクリスタル！ハート、キラっと！」。プリハートに各自のミライクリスタルを装着し、プリハート下部の赤いハートを押して温めながら「は〜ぎゅ〜」の掛け声でコスチュームを装着、「ぎゅ〜」の掛け声でヘアスタイルが変化し、再度「ぎゅ〜」の掛け声で口紅を塗るなどメイクが施され、それぞれ最後のパーツを装着した後、プリハートをプリハートキャリーに収納して変身が完了する。回によっては変身シーンが存在しないこともある。
本作品ではエールの初めての戦闘を一般人に目撃されたこともあり、一般人にもプリキュアの存在自体は認知されているが、ハリーからは「ヒーローは正体を隠すもの」として他人には正体を明かさないよう指示されている。もっともその理由は単に「ヒーローは正体を隠す方がミステリアスでかっこいいから」というものに過ぎず、「正体を明かすと周囲の人間にも被害が及ぶ恐れがある」などの特別な理由があるわけではない。
変身終了後の全員での名乗りは初期メンバーだけでは行われておらず、マシェリとアムール加入後の第22話からとなり全員で「HUGっと！プリキュア」と名乗る。その際の立ち位置は、向かって左からアンジュ・マシェリ・エール・アムール・エトワールの順となり、マシェリとアムールは立てひざになる。
本作品に登場するレギュラーのプリキュアの名称は、基本的にフランス語から命名されているが、キュアエールのみ「応援」を意味する英語の「Yell」と「翼」を意味するフランス語の「Aile」のダブル・ミーニングになっている。なお、キュアトゥモローは英語の「Tomorrow（明日）」から命名されている。
第20話からマシェリとアムールが追加登場したが、2人同時の登場はシリーズ初となる。また、一時的な変身ではあるものの、同じくシリーズで初めて少年がプリキュアに変身したキュアアンフィニが登場、最終盤では家族やクラスメイト、元敵幹部も老若男女問わず一時的にプリキュアになるという展開も行われている。

### キュアエール
野乃はなが変身する元気のプリキュア。変身時の名乗りは「輝く未来を抱きしめて!!みんなを応援！元気のプリキュア！キュアエール！」。
第1話でチャラリートとオシマイダーに単身で立ち向かうはぐたんを見て「はぐたんを守る！」という思いからプリキュアに覚醒した
イメージカラーはピンク。髪色はウェーブがかった薄いピンクのロングヘアで、サイドでまとめたシニヨンに赤いリボンと白い花が付けている。衣装はチアリーダーと花屋がモチーフになっており、濃いピンク色を基調としたワンピースで、臍部を露出したデザインとなっている。両手首に小さなポンポンのような黄色の装飾を装着しており、腰に桜色の大きなリボンが付いた、ピンク色のショート丈のチュール・スカート、その上から緑のフリル、二の腕にもシースルーの袖カバーを着用し、白いニーハイソックスとピンクのスニーカーを履いている。耳にはクローバーのピアスが付いている。
相手に接近してからの格闘技を得意としているが、動きが直線的で敵に読まれやすい。初期メンバーでは唯一単独の浄化技を持っているため、マシェリ・アムール加入以前は合体技を含めて敵の浄化には不可欠であった。
個人技
ハート・フォー・ユー
プリハートのハート部分をタッチし手を画面にかざした後、 両手首に付いている装飾をポンポンに変えて「フレフレ！ハート・フォー・ユー！」の掛け声とともにハートを描き、ピンクのハート型エネルギーを敵にぶつけて浄化する。
フラワーシュート
エールタクトのピンクと赤のボタンを交互に押し、タクトのように振って花の力を先端のクリスタル部分にチャージしピンク色に輝いた後、「フラワーシュート！」の掛け声とともに薔薇型のエネルギー弾を放つ。

### キュアアンジュ
薬師寺さあやが変身する知恵のプリキュア。変身時の名乗りは「輝く未来を抱きしめて!!みんなを癒す！知恵のプリキュア！キュアアンジュ！」。
第2話でオシマイダーと対峙するエールを見て「はなを助けたい！自分も強くなりたい！」という思いからプリキュアに覚醒した。
イメージカラーは水色。衣装はナースとシスターがモチーフで、配色は白と水色を基調とする。ボリュームのある水色のロングヘアで、もみあげの先に黄色の飾り、羽飾りが付いた白いカチューシャを付けている。肩は羽をあしらわれた白いワンピースで、スカートはフィッシュテール風。キュアエールよりもボリュームのあるパニエを着けている。インナーはシースルーで、手首にフリルのリストバンド、水色のブーツを履いている。雫型のピアスを付けている。
戦闘能力はチームの中で最も低いと言われるが、戦闘端末で相手の弱点を探ったり、防御技で相手の攻撃を止めるなど、頭脳を活かしたサポート役として活躍する。
個人技
ハート・フェザー
プリハートのハート部分をタッチし手を画面にかざした後、「フレフレ!ハート・フェザー！」と叫びながら手で水色のハートを描き強力なバリアを作り出し、相手に向かって放つ。浄化技ではないので、相手の攻撃を防ぐと同時に消滅する。放出せずに自分の前で盾として使うこともできる。
フェザーブラスト
アンジュハープをハープのように奏でてから、自身の背中に水色の翼を生やし先端のクリスタルが水色に輝いた後に「フェザーブラスト！」と叫びながら生やした翼を無数の水色のエネルギー弾に変えて放ち、対象を包み込んで消滅させる。エネルギー弾を一つにまとめ対象を捕らえて、叩きつけることも可能。

### キュアエトワール
輝木ほまれが変身する力のプリキュア。変身時の名乗りは「輝く未来を抱きしめて!!みんな輝け！力のプリキュア！キュアエトワール！」。
第4話で覚醒しかけるも、気持ちに迷いが生じ、失敗に終わる。続く第5話でチャラリートに拉致され絶望に陥りかけるが、はなとさあやの励ましを聞いて「再びスケートで跳びたい！」という思いが募り、覚醒した。
イメージカラーは黄色。髪型は高く結った明るい黄色のポニーテールで、星飾りがつき、小さな青い帽子を被っている。衣装はキャビンアテンダントとスポーツ選手をモチーフとした、マントのような布を羽織り、黄色の腰布、手首に白いカフスを着用。首に青いリボンが巻かれ、バルーンスカート風のミニ丈のパンツを履いている。左太腿に青いリングがつき、オレンジのハイヒールを履いている。星型のピアスを付けている。
スケートを生かした優れた身体能力による攻撃を得意とするが、不意打ちといった予想外の攻撃に対しては脆い、動きが正確すぎて相手に読まれやすいなどの守りの面での弱点をルールーによって指摘されている。
個人技
ハート・スター
プリハートのハート部分をタッチし手を画面にかざした後、「フレフレ!ハート・スター！」と叫びながら自分の周りに無数の星をだし回転しながら両手に星を集めハート型にした後、対象に向かって放つと星のチェーンとなり相手を拘束して動きを止める。ウェーブ状にして対象を攻撃したり、自分の周りに纏って相手の攻撃をガードすることも可能だが、敵を浄化することは出来ない。
スタースラッシュ
エトワールフルートをフルートのように吹いてから回転し、星のエネルギーを先端のクリスタルに集め黄色に輝いた後、「スタースラッシュ！」と叫びながらいくつものオレンジ色の星を作り出し、そのうちの一つに自身も乗って対象に向かって突撃する。放った星で対象を切り裂くことも可能。ただし、突撃する技のため敵に通用しない場合はエトワール自身もダメージを受けやすいリスクがある。

### キュアマシェリ
愛崎えみるが変身する愛のプリキュア。変身はアムールと一緒に行う。名乗りは「輝く未来を抱きしめて!!みんな大好き！愛のプリキュア！」まではアムールと行い、その後単独で「キュアマシェリ！」と名乗る。
プリキュアシリーズ初の人間界出身の小学生プリキュア。
第20話で「みんなのために戦うエールを助けたい！」という思いからルールーと同時に覚醒した。
第40話ではルールーとの離別を知ったショックにより、ミライクリスタル・レッドが消失し、変身不能になるが、彼女の慰めにより再起し能力を取り戻す。
イメージカラーは赤。衣装のモチーフはアイドルで、アムールと合わせて「双子コーデにしたい」という要望を受けて、2人並んだときシンメトリーになるデザインとなっている。そのため、プリハートキャリーは5人のプリキュアで唯一右腰に付けられている。また、キャリーに紫のリボンが後ろに配されている。髪型は大きなプラチナブロンドの不規則なカールが大きく入ったツインテールで、頭部には右に傾く形の白いフリルと大きな赤いリボンが付けられ、コスチュームは赤とピンクを基調色に紫がワンポイントで入り、スカートのフリルや袖が白。手には白い手袋、足には白いニーソックスと厚底の赤い編み上げブーツを履いている。耳には白いポンポンのピアスを付けている。
戦闘では、主にアムールと共闘する。
個人技
ハート・ソング
プリハートのハート部分をタッチし「Are you ready? 」と唱えながら手を画面にかざした後、「フレフレ!ハート・ソング！」と叫びながら手に赤いハート型のエネルギー弾を作り出し、アムールのハート・ダンスと同時に放つことで対象を浄化する。また、ぶつけて相手の動きを止めることも可能。
マシェリポップン
ツインラブギターを短く弾き、赤色のハートの上をジャンプして大きな赤いハートを作り出した後、ウインクしながら「マシェリポップン！」と叫んで対象に向かって放ち攻撃する。対象に食べさせ戦意を喪失させたり、クッションのようにする事も可能。

### キュアアムール
ルールー・アムールが変身する愛のプリキュア。変身はマシェリと一緒に行う。名乗りは「輝く未来を抱きしめて!!みんな大好き！愛のプリキュア！」まではマシェリと行い、その後マシェリが名乗ったあと単独で「キュアアムール！」と名乗る。
プリキュアシリーズ初の未来人かつアンドロイド（ガイノイド）プリキュア。また、レギュラープリキュアでは初となる無性別かつ変身前の名称（ルールー・「アムール」）がついたプリキュアでもある。
第20話で「みんなのために戦うエールを助けたい！」という思いからえみると同時に覚醒した。
第40話ではえみるの情緒不安定によりミライクリスタル・パープルが消失し変身不能になるが、彼女を慰めたことで能力を取り戻す。
イメージカラーは紫。マシェリと同じくアイドルをモチーフとしたマシェリと対をなす衣装デザインとなっている。髪型は銀髪のロングヘアで左右がリボン状、後頭部をアップにした状態となり、頭部には左に傾く形の白いフリルと大きな紫のリボンが付けられ、コスチュームは紫と薄紫を基調色に赤がワンポイントで入り、スカートのフリルや袖が白。手には白い手袋、足には黒いニーソックスと紫で厚底かつ編み上げのオーバーニーブーツを履いている。左腰のプリハートキャリーは赤いリボンが後ろに配されている。耳には白いポンポンのピアスを付けている。
戦闘では主にマシェリと共闘し、改心前に取っていた相手を分析する戦法は少なくなった。
個人技
ハート・ダンス
プリハートのハート部分をタッチし「行きます！」と唱えながら手を画面にかざした後、「フレフレ！ハート・ダンス！」と叫びながら手に紫色のハート型エネルギー弾を作り出し、マシェリのハート・ソングと共に相手に向かって放つことで対象を浄化する。また、ぶつけて相手の動きを止めることも可能。
アムールロックンロール
ツインラブギターを短く弾いた後、回転しながら紫色の大量の小型のハートを作り出し、ウインクしながら「アムールロックンロール！」と叫んで対象に向かってハートを放ち対象を攻撃する。対象に食べさせ戦意を喪失させることも可能。

### チアフルスタイル
プリキュア5人がミライクリスタル・チアフルの力でパワーアップした姿で、主にプリキュア・チアフルアタック発動時に変身する。メモリアルキュアクロックにミライクリスタル・チアフルをはめることで変身する。
コスチュームは5人バラバラであるが、頭にグラデーションのかかったリボンがついたウェディングケープのようなものを被る点が共通している。また、はぐたんも5人に合わせる形で専用のコスチュームを身につけている。
キュアエール
上半身の衣装が編み上げ状となって臍部の露出が無くなり、腰の薄ピンクのフリルが無くなるかわりに透明な小さめのフリルと白いスカートタイプのフリルが追加され、腕に透明な袖が追加されている。
キュアアンジュ
全体的に水色の部分が少なくなり肩の羽部分が大きくなる。腕の透明なケープが肩から手首までに伸びスカート部分が白い翼のようになる。ブーツにも翼をイメージした装飾がつく。
キュアエトワール
半袖から大きめサイズの長袖に変わり髪がボリュームアップする。スカートも二重になる。
キュアマシェリ
スカートがバルーンスカートに変わりスカートの大きめの薄紫のフリルに赤いダイヤが2つついている。胸リボンの下部分が白に変わり、腕の白手袋が肘くらいまで伸びる。
キュアアムール
メンバーの中で最も衣装に変化があり、スカートがロングスカートに変わり、胸のネクタイがリボンに変わり白いフリルが付く。プリハートキャリーが付いているリボンにも赤いフリルがつく。衣装は肩出しでは無くなり靴もロングブーツからハイヒールに変化する。
はぐたん
スカートの裾にピンクの縁取りが入った白いドレスを着ており、背中には大きなピンクのリボンがつけられ、左右に少し伸びている髪には髪飾りがつけられている。

### マザーハートスタイル
プリキュア5人がミライクリスタル・マザーハートの力でパワーアップした姿で、主にみんなでトゥモロー発動時に変身する。メモリアルキュアクロックにミライクリスタル・マザーハートをはめることで変身する。
チアフルスタイルを元にプリキュア達の背には妖精のような虹色に光る透明の羽根がつけられ、腕にはプリキュアミライブレスを装着している。

### 合体技
プリキュア・トリニティ・コンサート
メロディソードを使って放つ初期メンバー3人での合体技。3人で「ミライクリスタル！」と叫んでローズ、ネイビー、オレンジのミライクリスタルをセットした後、エールが「エールタクト！」、アンジュが「アンジュハープ！」、エトワールが「エトワールフルート！」と叫びボタンを押しながら3人で演奏する。その後虹色のエネルギーを「心のトゲトゲ飛んでいけ〜！」と唱えながら空中に集め、「プリキュア・トリニティコンサート！」と叫んで対象に向かって放ったあと大きな木を作り出し敵を木の中に包み込むとピンク、水色、黄色の花が咲き誇る。浄化を成功した最後に「HUGっとプリキュア！エール・フォー・ユー！」と唱える。
ツインラブ・ロックビート
ツインラブギターを使って放つ追加メンバー2人での合体技。2人で「ツインラブギター！ミライクリスタル！」と叫んでルージュ、バイオレットのミライクリスタルをセットした後、アムールが「Are you ready?」マシェリが「行くのです！」と言ったあと、2人同時にギター演奏をする。その後、アムールがアムールアローとして持ちながら「心のトゲトゲ」マシェリがマシェリバズーカとして持ちながら「ズッキュン打ち抜く！」と叫びながら二人同時に赤と紫のハート型エネルギーを対象に放つ。浄化を成功した後でアムールが「愛してる♡」マシェリが「サンキュー！」と叫ぶ。
プリキュア・チアフル・アタック
メモリアルキュアクロックを使用して放つプリキュア5人とはくたんの合体技。5人が「メモリアルキュアクロック！チアフル！」と叫ぶとプリキュア5人とはぐたんからそれぞれのイメージカラーのハートが飛び出しメモリアルキュアクロックの画面のハートの型にはまり「ミライパッド・オープン！」と叫ぶことでチアフルスタイルにフォームチェンジする。その後、「メモリアルパワー！フルチャージ！」と唱えながら5人のパワーをメモリアルキュアクロックに集める。その後、「プリキュア！チアフル・アタック！」と叫びながら6色の5つ葉のクローバー型エネルギー弾を発射する。その後、紫、赤、黄色、水色、ピンクのハートの順に敵にぶつかり、最後にはぐたんがハグをするポーズをすることで敵を虹色のハートに包み込み浄化する。
プリキュア・オール・フォー・ユー
プリキュアミライブレスを使用して放つ5人での合体技。最初に用いた際は「プリキュア・オール・フォー・ユー！」と叫んで大量のアスパワワを放出し、歴代のプリキュアや協力者達の想いや力も得て放った。
みんなでトゥモロー
プリキュア・チアフル・アタックの強化版となる、メモリアルキュアクロックとプリキュアミライブレスを使用して放つ5人の上位合体技。「メモリアルキュアクロック！マザーハート！」と叫んでミライクリスタル・マザーハートをメモリアルキュアクロックに装着し、マザーハートスタイルにフォームチェンジした上でプリキュアミライブレスを装着、全員で「HUGっとプリキュア今ここに！」と叫んだ上でマザーを召喚し、メモリアルキュアクロックを囲む形で5人それぞれ手をかざしながら（アムール）「ワン・フォー・オール！」（マシェリ）「オール・フォー・ワン！」（エトワール）「ウィーアー！」（アンジュ）「プリーキュアー！」（エール）「明日にエールを！」と唱えてエネルギーを集め、全員手を掲げて「ゴーファイ！みんなでトゥモロー！」と唱えてマザーの力を解放し、敵めがけて光線を発射、敵をハートで包み込んで浄化する。作中では一度も破られていない。また、基本的にはぐたんも加わるがはぐたんがいなくても発動できる。
巨大化したジョージとの最終決戦ではエールたちだけでなく、エールからの応援の力を得て一時的にプリキュアになった人たちの力も結集し、莫大なアスパワワのエネルギーによって浄化した。

### 関連アイテム
プリハート
楕円形でスマートフォンの形状をした通話機能をもつ変身用アイテム。ミライクリスタルをセットしたあと本体下部をスライド回転させてハート型モードに変え、その後下部にあるハートの部分を温めることでプリキュアへと変身する。変身完了後はプリハートキャリーに収納されマシェリのみ前述の通りコスチュームの右腰に、他の4人は左腰に装着される。
通常は真っ直ぐな形状の電話型モードとして用いられ、水色の電話ボタンとピンクのボタンを押して話したい相手を選び、赤色のハートマークにタッチすることで電話をかけることが可能となっている。
プリキュアは4人であることをハリーが公言しており、それに対応したプリハートも全部で4個存在しているが、このうち3個ははな、さあや、ほまれがそれぞれ1つずつ持ち、残る1個は奇跡的に分裂し2つになり、えみるとルールーがそれぞれ持っている。
ミライクリスタル
世界に溢れている明日を創る希望の力アスパワワが結晶となったもの。これを用いることではなたちはプリキュアに変身できる。ハリー曰く世界の時間を守るもので、はぐたんのエネルギー源でもある。
クライアス社はプリキュアが持つミライクリスタルを狙っていることから、ミライクリスタルを生み出せたり、ミライクリスタルからアスパワワを抽出してはぐたんに与えられるのもプリキュアのみとなっている。変身用のミライクリスタルはいずれもハート型になっており、このミライクリスタルが現れる際には、「心が溢れる！」と叫ぶ必要がある。
ミライクリスタル・ピンク
はながエール変身時に用いるピンク色のミライクリスタル（以下「○○色のクリスタル」）。中央には金色の3ヶ所の花と濃いピンクの花のクリスタルが付いている。
ミライクリスタル・ブルー
さあやがアンジュ変身時に用いる水色のクリスタル。中央には金色の3ヶ所の翼と青色の丸いクリスタルが付いている。
傷ついた相手を癒す効果もある。
ミライクリスタル・イエロー
ほまれがエトワール変身時に用いる黄色のクリスタル。中央には金色の3ヶ所の星と濃い黄色の星のクリスタルが付いている。
初登場の際にはほまれの気持ちに迷いが生じたため、彼女も手にする事が出来ず一度消失してしまったが、後にチャラリートに誘拐された際、絶望しながらもそれでももう一度跳びたいと願った際に再び出現した。
ミライクリスタル・レッド
えみるがマシェリ変身時に用いる赤色のクリスタル。中央には赤いハートのクリスタルがつき、それを包むように金色のリボンがついており、クリスタル・パープルの色違いとなっている。
ルールーとの離別を知ったショックにより一時的に消失してしまったが、彼女の慰めにより再起し再出現する。
ミライクリスタル・パープル
ルールーがアムール変身時に用いる紫色のクリスタル。中央には紫色のハートのクリスタルがつき、それを包むように金色のリボンがついており、クリスタル・レッドの色違いとなっている。
えみるの情緒不安定により一時的に消失してしまったが、彼女を慰めたのを機に再出現する。
ミライクリスタル・ホワイト
強い聖なる力を持つ白色のクリスタル。中央には金色の3ヶ所のハートと薄ピンクのハートのクリスタルが付いており、はぐたんに8つのクリスタルの力を与えると復活し、クライアス社に対抗でき、ハリーやはぐたんの元いた世界の時間を動かすことができるという。
実は人間形態のハリーが隠し持っていることが明らかになった。
クライアス社はこのクリスタルを狙っており、これを彼らが奪うと世界から未来の希望が失われ時間が停止されてしまうといわれる。
ミライクリスタル・ローズ
エールの「みんなの笑顔を守りたい」という思いから生まれた濃いピンク色のクリスタル。形は花の形をしており5つの濃いピンク色のバラの中央に青緑色の花の飾りがついている。後述のメロディソードと同時に出現した。
ミライクリスタル・ネイビー
アンジュの「仲間を守りたいという気持ちは誰にも負けない」という強い思いから誕生した紺色のクリスタル。形は翼の形をしており中央の紺色のクリスタルの中に白い八芒星の飾りが付いている。アンジュのハート・フェザーをパワーアップさせた。
ミライクリスタル・オレンジ
エトワールの「はなとさあやを思いやる心」から生まれたオレンジ色のクリスタル。形は星の形をしており中央のオレンジ色のクリスタルの中に青い星の飾りが付いている。エトワールのハート・スターをパワーアップさせた。
ミライクリスタル・ルージュ
マシェリの「パップルを助けたい」という思いから生まれた濃い赤色のクリスタル。形はリボンの形をしており、ト音記号が左側に付いている。真ん中には薄紫色のハートが付いている。
ミライクリスタル・バイオレット
アムールの「パップルを助けたい」という思いから生まれたすみれ色のクリスタル。形はリボンの形をしており、ト音記号が右側に付いている。真ん中には薄赤色のハートが付いている。
ミライクリスタル・チアフル
プリキュア5人の絆が高まったことによって生まれた金色のクリスタル。形は5つ葉のクローバーの形をしており、時計回りにピンク、紫、黄色、水色、赤のハートがついておりその中心に白いハートが付いている。これを用いてチアフルスタイルにフォームチェンジする。
ミライクリスタル・マザーハート
プリキュア達の未来を大事する想いに呼応する形でマザーの力によってクリスタル・ホワイトが変化した薄ピンク色のクリスタル。ハート型で真ん中には赤いハート型の宝石が埋め込まれている。これを用いてマザーハートスタイルにフォームチェンジする。
ミライパッド
プリキュアだけが使えるタブレット型端末。プリキュアの現在地を表示する機能が備わっている。はぐたんがご機嫌になるスポットや成長を調べることもできる。
また、ミライクリスタルを付けると、例えば成功するとピンクで花屋、イエローでキャビンアテンダント、オレンジでウェイトレス、ネイビーで保育士、ローズで画家、レッドでアイドル歌手、パープルでダンサー、バイオレットでメイクアップアーティスト、ルージュでアナウンサーブルーで医者。のお仕事コスチュームチェンジをすることができる。しかし、例えば失敗するとはなのみがたこ焼き屋のお仕事コスチュームチェンジをすることもある。
メモリアルキュアクロック
ミライパッドにクリスタル・チアフルまたはクリスタル・マザーハートをセットすることで変化した時計型アイテム。ミライパッドの周り部分がピンクの額に包まれ左側に白、水色、赤のハートのクリスタル、右側にピンク、黄色、紫のハートのクリスタルがそれぞれ付き白とピンクのハートの中央に赤いリボンが付く。「ミライパッド オープン！」と叫ぶことでチアフルスタイルまたはマザーハートスタイルに変身し、合体技を放つことが出来る。
メロディソード
初期メンバーが用いるステッキ状の攻撃アイテム。
クリスタル・ローズの出現とともに「プリキュアの剣」として具現化したアスパワワが「必要なのは剣じゃない」というエールの思いに呼応して変化したもので、3人のプリキュアにそれぞれ与えられた。
柄の部分にクリスタルをはめることができ、先端にクリスタルがついており、虹色（向かって下からピンク色・赤色・水色・青色・黄色・オレンジ色・緑色・紫色）のボタンを押すことで個人技や合体技を放つことが出来る。3本それぞれ名称は異なるが、クリスタルの種類が変わるのみで外見は同じである。
エールタクト
エール専用のメロディソードでクリスタル・ローズを装着する。エールが個人技を使用する時や合体技の時に指揮棒のように振って使われる。プリキュア・トリニティコンサートを放つ時はピンク色のト音記号が頭上に現れる。
アンジュハープ
アンジュ専用のメロディソードでクリスタル・ネイビーを装着する。アンジュが個人技を使用する時や合体技の時に縦に持ってハープのように奏でて使われる。プリキュア・トリニティコンサートを放つ時は水色のハープが頭上に現れる。
エトワールフルート
エトワール専用のメロディソードでクリスタル・オレンジを装着する。エトワールが個人技を使用する時や合体技の時に横に持ってフルートのように吹いて使われる。プリキュア・トリニティコンサートを放つ時は黄色のフルートが頭上に現れる。
ツインラブギター
追加メンバーが用いるギター状の攻撃アイテム。
パップルの心から出てきた後、クリスタル・ルージュとクリスタル・バイオレットの出現とともに現れた赤色と紫色のギター型アイテム。
ヘッドの紫色のリボンの部分にミライクリスタルをはめることができ、ボディは赤いハート型で左側に白いト音記号が付いている。ヘッドとネックの色は白でヘッドの下部分は赤色のハートがついている。ギターを弾くことで合体技や個人技を使用することが出来る。2本それぞれ名称は異なるがミライクリスタルの種類や合体技での持ち方が変わるだけで外見は同じである。
マシェリバズーカ
マシェリ専用のツインラブギターで、マシェリが個人技や合体技を使う時に使われる。ヘッドの部分を対象に向けてト音記号のアームスイッチを引くことで攻撃する。
アムールアロー
アムール専用のツインラブギターで、アムールが個人技や合体技を使う時に使われる。ボディの部分を対象に向けてヘッドのアロースイッチを押すことで攻撃する。
プリキュアミライブレス
プリキュア5人が装着するブレスレット。ミライクリスタルと同形状の大きいハートが配置され、それぞれのイメージカラーに光る。
元々はビューティーハリーにおいてあったアクセサリーメーカーを使って作ったブレスレットで、初期メンバー3人ははながさあやとほまれに友情の証としてプレゼントし、えみるもそれに習ってルールーとの仲直りの証としてプレゼントしており、初期メンバー3人のはピンク・水色・黄色、えみるとルールーのは紫色と赤色のハート型のリングが使われている。
大量のトゲパワワを得て地球よりも大きい猛オシマイダーと化したドクター・トラウムに立ち向かう際、歴代のプリキュア達の想いを受け取った時にブレスレットがアスパワワの力で満たされ、ミライブレスへと変化した。これを用いて歴代のプリキュアや協力者たちの力を得て「プリキュア・オール・フォー・ユー」を放っているほか、マザーハートスタイル時にも装着し、5人による合体技「みんなでトゥモロー」を放つ際にも使われる。通常戦闘時でも装着することで力を強化することができる。

## 作中用語
はぐくみ市
はな達が暮らしている街。後述の「ホームセンターHUGMAN」もこの街に出店している他、はなたちがウェイトレスの手伝いをすることになった外食イベント「はぐくみフードフェスティバル」が開催されたこともある。
ビューティーハリーショップ
ハリーが人間界で経営する女性向けのファッションショップ。最初はハリーの個人的な好みに基づいたけばけばしいデザインの装飾ばかりで、一般人は寄り付きそうもない悪趣味な雰囲気の店舗だったが、ほまれの主導で不要な装飾を一切取り除き、シンプルで親しみやすい雰囲気の店舗に改装してからは、幼児から高齢者まで様々な年齢層の女性たちが大勢集まっている。1階はお買い物専用の部屋、2階ははぐたん専用のお世話用の部屋、3階はハリー専用のトレーニング部屋となっている。
ホームセンターHUGMAN
はなの父・森太郎が店長を務めるホームセンター。さあやによると「去年改装して大きくなった」とのこと。館内には咲田マリ（声 - 藤原夏海）が店長を務める「HUG FLORIST」という名の花屋もテナントとして出店しており、この花屋ではなたちは初めて働くことになった。
のびのび原
はなたちがハイキングに出かけた場所。
キラッとお仕事しChao！
はなの母・すみれがライターを勤めるはぐくみ市の情報誌。この取材の傍らはなたちが仕事を体験している。
のびはぐ保育園
上記の情報誌の取材時に訪れた保育園。
HAGUKUMI HALL
吉見リタ主催の「リタヨシミンAW（オータムウインター）コレクション 女の子もヒーローになれる！」のファッションショーが開催された多目的施設。
ハグッ 納涼だらけの町内トプール
町内会主催のナイトプール。このネーミングを見たほまれは「不安しかない」とこぼすがそれが見事的中し、会場は町内会長（声 - 宮澤正）のセンスで盆踊り風となっていた。胸を膨らませていたはなは会場を見て驚愕し「これじゃない！」と憤慨する。彼女を見た会長ははなたちに会場のプロデュースを頼み、5人も快諾しポップでキュートな会場に仕上げ直す。
アスパワワ
明日を作る思いから生み出す「希望の意思」で、クライアス社から狙われる対象となっている。はぐたんに与える光の能力を発動することが出来る他、前出のミライクリスタルや、メロディソードの元となった「プリキュアの剣」として具現化することもある。
トゲパワワ
ネガティブな気持ちから生み出される「絶望の意思」で、クライアス社のボス・クライの使途である社員たちがこれを利用して「オシマイダー」を召喚する。
キュアスタ
現実世界のInstagramに似たスマートフォンのアプリケーション及び画像共有SNS。これによる宣伝でビューティーハリーは大盛況となる。「キュアスタ映え」という流行語もある。
ツインラブ
えみるとルールーがミライクリスタルでアイドルに変身した時に名乗った音楽ユニット。前述のナイトプールで初披露し、そこでゲリラライブを行い会場と観客を大いに盛り上げる。当初は活動の拠点である芸能事務所に所属せず、あくまで個人でアイドルを名乗っているにすぎなかったが、後にMAA（まえむきあしたエージェンシー）に所属していたことが判明する。
MAA（まえむきあしたエージェンシー）
クライアス社の元社員かつルールーの元上司だった3人（チャラリート・パップル・ダイガン）が興した芸能事務所。前述したツインラブの勇姿に感銘を受け、2人を所属タレント第1号としてスカウトし、紆余曲折を経て正式に契約を結んでいる。
愛崎家プライベートジェットでめぐる世界7都市の旅
はなたち5人とはぐたん、ハリー、ことりが夏休みに海外旅行したツアー名。ツアー名はさあやお手製のしおりから。
行程はハワイ→ハリウッド→アフリカ大陸（ケニア付近）→パリ→ローマ→万里の長城→熱海温泉。しかし、時間がなかったため弾丸ツアーのようであった。
シャインヒル学園
はなが中1時に通っていた中学校。
元クラスメイトのエリが参加するチアリーディング発表会での勇姿を観覧すべく赴く。
アカルイアス社
2030年のはなが社長を務める会社。かつてエールファンクラブ会長だったふみとが社長秘書を務めている。
はなは妊婦にも関わらずふみとの忠告を無視して仕事に邁進していたが、突然陣痛が起こってしまいさあやがいる産婦人科へ向かう（詳細ははなの項目を参照）。

## スタッフ
シリーズディレクターは、かつて本枠において複数作品を生み出した佐藤順一と、『フレッシュプリキュア!』で同職を務めた東映アニメーションの座古明史が担当する。キャラクターデザインは通算4作目となる川村敏江が、シリーズ構成は『魔法つかいプリキュア!』『キラキラ☆プリキュアアラモード』のサブライターや『映画 プリキュアドリームスターズ!』の脚本を手がけた坪田文が担当する。劇伴音楽は前作に引き続き林ゆうきが起用されている。
- 原作 - 東堂いづみ
- 漫画 - 上北ふたご（講談社「なかよし」連載）
- 企画 - 西出将之（ABCアニメーション）、高橋知子（ADK）、鷲尾天
- プロデューサー - 板井昭浩[38]→佐藤有（朝日放送テレビ）、梅田和沙（ABCアニメーション）、矢﨑史（ADK）、内藤圭祐
- シリーズ構成 - 坪田文
- キャラクターデザイン - 川村敏江
- 美術監督 - 西田渚
- 色彩設計 - 佐久間ヨシ子
- 撮影監督 - 白鳥友和
- CGディレクター - 高橋友彦、児玉徹郎
- 編集 - 麻生芳弘
- 音響効果 - 石野貴久（ちゅらサウンド）
- 録音調整 - 川崎公敬
- 音響制作 - タバック
- 音楽 - 林ゆうき
- 音楽制作 - マーベラス
- 音楽制作協力 - 東映アニメーション音楽出版
- 製作担当 - 澤守洸、堀越圭文
- アニメーション制作 - 東映アニメーション
- シリーズディレクター - 佐藤順一、座古明史
- 制作協力 - 東映
- 制作 - 朝日放送→朝日放送テレビ[注 62]、ABCアニメーション、ADK、東映アニメーション[注 63]

## 主題歌
主題歌は、長らくシリーズに関わっている宮本佳那子が初めてオープニングテーマを担当、エンディングダンス振り付けの振付稼業air:manと共に、前作『キラキラ☆プリキュアアラモード』に引き続いての参加となる。エンディングテーマは、前期は本作品のプリキュア役の引坂理絵（野乃はな / キュアエール 役）、本泉莉奈（薬師寺 さあや / キュアアンジュ 役）、小倉唯（輝木 ほまれ / キュアエトワール 役）が、後期はこの3人に加え田村奈央（愛崎えみる / キュアマシェリ 役）と田村ゆかり（ルールー・アムール / キュアアムール 役）が歌唱を手がける。

また、前作品に続く形で2018年7月29日に主題歌歌手と声優による作品単独のライブイベントが開催されたものの、映像ソフト（円盤化）は発売されなかった。

### オープニングテーマ
「We can!!HUGっと!プリキュア」（第1話 - 第48話）
作詞 - 藤本記子（Nostalgic Orchestra）/ 作曲・編曲 - 福富雅之（Nostalgic Orchestra）/ 歌 - 宮本佳那子
イントロ部分では、はな（キュアエール）によるオープニングナレーションが挿入されている。
第5話では挿入歌としても使用。第49話ではオープニングとしては使わず（スタッフクレジットはAパート冒頭に表示）、Bパートで挿入歌として使用。
第23話から映像が一部変更。えみる / キュアマシェリ、ルールー / キュアアムールが登場した。また、既に退職したルールー・チャラリート・パップル・ダイガンがジェロスと2人の従者（タクミ・ジンジン）、ドクター・トラウム、ビシンに差し替えられた。

### エンディングテーマ
「HUGっと!未来☆ドリーマー」（第1話 - 第17話、第19話 - 第21話）
作詞 - ミズノゲンキ / 作曲・編曲 - 睦月周平 / 歌 - キュアエール（引坂理絵）、キュアアンジュ（本泉莉奈）、キュアエトワール（小倉唯）
キュアエール、キュアアンジュ、キュアエトワールの3人がダンスしているのに加え、はぐたんとハリーも登場する。
歌詞テロップは歌唱パートごとに各メンバーのイメージカラーで色分けされており、2人以上のユニゾンパートはマゼンタ色で表示される。
「キミとともだち」（第18話）
作詞 - 坪田文 / 作曲 - 藤本記子（Nostalgic Orchestra）/ 編曲 - 福富雅之（Nostalgic Orchestra）/ 歌 - 愛崎えみる（田村奈央）、ルールー・アムール（田村ゆかり）
初出は第15話で、この時はえみるの演奏によるインストゥルメンタル曲という形で使用された。
エンディングとして使用された第18話では、えみるとルールーが歌う形で同曲に歌詞をつけたものが用いられ、本編に被せる形でスタッフクレジットが表示されている。そのため同話数のクレジット表記上では挿入歌扱いとなっており、歌詞テロップも省略されている（文字多重放送による字幕では台詞扱いで歌詞が表示されている）。
第21話、第28話、第40話、第49話では挿入歌として使用。
「DANZEN! ふたりはプリキュア〜唯一無二の光たち〜」（第22話、第36話、第37話）
作詞 - 青木久美子 / 作曲 - 小杉保夫 / 編曲 - 高木洋 / 歌 - 五條真由美
『映画 HUGっと!プリキュア♡ふたりはプリキュア オールスターズメモリーズ』のエンディング映像を先行公開する形で使用。
映像ソフト収録版や後述の特別配信を含めた動画配信版では当該期間の通常エンディングテーマ（「HUGっと!未来☆ドリーマー」または「HUGっと!YELL FOR YOU」）に差し替え。
「HUGっと!YELL FOR YOU」（第23話 - 第35話、第38話 - 第49話）
作詞 - 六ツ見純代 / 作曲・編曲 - KOH / 歌 - キュアエール（引坂理絵）、キュアアンジュ（本泉莉奈）、キュアエトワール（小倉唯）、キュアマシェリ（田村奈央）、キュアアムール（田村ゆかり）
キュアエール、キュアアンジュ、キュアエトワール、キュアマシェリ、キュアアムールの5人がダンスしているのに加え、はぐたんとハリーも登場する。
歌詞テロップは歌唱パートごとに各メンバーのイメージカラーで色分けされており、2人以上のユニゾンパートは5人のイメージカラーを使ってグラデーション表示される。

### 挿入歌
「大好き∞無限POWER」（第20話、第21話、第33話）
作詞 - こだまさおり / 作曲・編曲 - 高田暁 / 歌 - キュアマシェリ（田村奈央）、キュアアムール（田村ゆかり）
「LOVE&LOVE」（第24話、第28話、第30話、第33話、第41話）
作詞 - eNu / 作曲・編曲 - R・O・N / 歌 - 愛崎えみる（田村奈央）、ルールー・アムール（田村ゆかり）
「キミとともだち」（第31話）
作詞 - 坪田文 / 作曲 - 藤本記子（Nostalgic Orchestra）/ 編曲 - 福富雅之（Nostalgic Orchestra）/ 歌 - 薬師寺さあや（本泉莉奈）、輝木ほまれ（小倉唯）、愛崎えみる（田村奈央）、ルールー・アムール（田村ゆかり）
第18話等で使われたものとは異なり、歌詞を変更しさあやとほまれが加わったバージョン。
「H@ppy Together!!!」（第36話）
作詞 - 六ツ見純代 / 作曲 - marhy / 編曲 - 村田昭、marhy / 歌 - 林桃子
「DANZEN! ふたりはプリキュア」（第37話）
作詞 - 青木久美子 / 作曲 - 小杉保夫 / 編曲 - 佐藤直紀 / 歌 - 五條真由美
「もう一度、あの空の先へ」（第43話）
作詞 - 山崎寛子 / 作曲・編曲 - 永井正道 / 歌 - キュアエトワール（CV.小倉唯）

## 各話リスト
- 以下断りのない限り、放送日は日曜の日付を示す。臨時枠移動により日曜以外に放送したものは曜日も併記、さらに通常の放送時間以外に放送された場合にはその旨注釈にて示す。
- 特番やスポーツ中継などによる放送の休止・日時変更は以下の通り。
  - 2018年8月5日…『サンデーLIVE!!・第4部』（テレビ朝日・朝日放送テレビ・メ〜テレ共同制作）放送、および30分拡大のため休止[注 67]。
  - 2018年8月12日・19日…制作局の朝日放送テレビのみ、第100回全国高校野球選手権大会の中継放送のため臨時枠移動を実施[注 68]（下記の表を参照）。
  - 2018年11月4日…『JAバンクスポーツスペシャル 秩父宮賜杯第50回全日本大学駅伝対校選手権記念大会』（テレビ朝日・メ〜テレ共同制作、8時05分 - 13時40分。7時45分 - 8時05分に『直前情報』も別途放送）のため休止[41]。
  - 2018年12月30日…各局年末特番編成[注 69]のため休止。
- 2019年2月1日には「プリキュアの日」記念として、1月21日から26日に第1話から第48話の中でもう一度見たい回の投票を受け付け、その結果第1位となった第37話をプリキュアシリーズ公式YouTubeチャンネルで1日限定の無料アンコール配信を行った[42]。また、2020年5月30日からは、公式YouTubeチャンネルにてセレクション配信として、期間限定で第1話、第2話、第5話、第20話、第37話をそれぞれ公開していた。

| 話数 | サブタイトル                                              | 脚本       | 絵コンテ                 | 演出           | 作画監督                          | 総作画監督                   | 美術                   | 本放送日             |
| ---- | --------------------------------------------------------- | ---------- | ------------------------ | -------------- | --------------------------------- | ---------------------------- | ---------------------- | -------------------- |
| 1    | フレフレみんな！ 元気のプリキュア、キュアエール誕生！     | 坪田文     | 座古明史                 | 座古明史       | 太田晃博                          | 宮本絵美子                   | 西田渚                 | 2018年 2月4日        |
| 2    | みんなの天使！ フレフレ！キュアアンジュ！                 | 坪田文     | 佐藤順一                 | 平池綾子       | 増田誠治 仁井学                   | 山岡直子                     | 今井美紀               | 2月11日              |
| 3    | ごきげん？ナナメ？ おでかけはぐたん！                     | 村山功     | 角銅博之                 | 村上貴之       | 下谷美保 藤崎真吾                 | 宮本絵美子                   | 中林由貴               | 2月18日              |
| 4    | 輝け！ プリキュアスカウト大作戦！                         | 坪田文     | 田中裕太                 | 田中裕太       | 渡邊巧大                          | 山岡直子                     | 倉橋隆                 | 2月25日              |
| 5    | 宙を舞え！ フレフレ！キュアエトワール！                   | 坪田文     | 佐藤順一                 | 三上雅人       | 大田和寛                          | 宮本絵美子                   | いいだりえ             | 3月4日               |
| 6    | 笑顔、満開！ はじめてのおしごと！                         | 広田光毅   | 角銅博之                 | 角銅博之       | 青山充                            | 山岡直子                     | 大西穣                 | 3月11日              |
| 7    | さあやの迷い？ 本当にやりたいことって何？                 | 井上亜樹子 | 志水淳児                 | 志水淳児       | 上野ケン                          | 宮本絵美子                   | 黄国威 本間禎章        | 3月18日              |
| 8    | ほまれ脱退！？ スケート王子が急接近！                     | 坪田文     | 菱田正和                 | 平池綾子       | 松浦仁美                          | 山岡直子                     | 山口大悟郎             | 3月25日              |
| 9    | 丘をこえ行こうよ！ レッツ・ラ・ハイキング！               | 有賀ひかる | 入好さとる               | ひろしまひでき | 赤田信人                          | 宮本絵美子                   | 田中里緑               | 4月1日               |
| 10   | ありえな〜い！ ウエイトレスさんは大忙し！                 | 広田光毅   | 小山賢 三上雅人          | 三上雅人       | アリス・ナリオ フランシス・カネダ | 山岡直子                     | 大西穣                 | 4月8日               |
| 11   | 私がなりたいプリキュア！ 響け！メロディソード！           | 坪田文     | 畑野森生                 | 畑野森生       | 増田誠治                          | 宮本絵美子                   | 倉橋隆                 | 4月15日              |
| 12   | ドキドキ！ みんなでパジャマパーティー！                   | 村山功     | 関暁子                   | 関暁子         | 池内直子 森亜弥子 濱口頌平        | 山岡直子                     | 山口大悟郎             | 4月22日              |
| 13   | 転校生はフレッシュ&ミステリアス！                         | 田中仁     | 角銅博之                 | 角銅博之       | 青山充                            | 宮本絵美子                   | 飯野敏典               | 4月29日              |
| 14   | はぎゅ～！ 赤ちゃんスマイルめいっぱい！                   | 広田光毅   | 志水淳児                 | 志水淳児       | なまためやすひろ                  | 山岡直子                     | 大西穣                 | 5月6日               |
| 15   | 迷コンビ...？ えみるとルールーのとある一日                | 成田良美   | 田中裕太                 | 田中裕太       | 大田和寛                          | 宮本絵美子                   | 田中里緑 本間禎章      | 5月13日              |
| 16   | みんなのカリスマ！？ ほまれ師匠はつらいよ                 | 村山功     | 渡邊巧大                 | 川崎弘二       | 渡邊巧大                          | 山岡直子                     | 山口大悟郎             | 5月20日              |
| 17   | 哀しみのノイズ… さよなら、ルールー                        | 田中仁     | 八島善孝                 | ひろしまひでき | 上野ケン                          | 宮本絵美子                   | 黄国威                 | 5月27日              |
| 18   | でこぼこコンビ！ 心のメロディ！                           | 坪中仁文   | 宮元宏彰                 | 宮元宏彰       | フランシス・カネダ アリス・ナリオ | 山岡直子                     | 今井美紀               | 6月3日               |
| 19   | ワクワク！ 憧れのランウェイデビュー！？                   | 坪田文     | 角銅博之                 | 角銅博之       | 青山充                            | 宮本絵美子                   | 飯野敏典               | 6月10日              |
| 20   | キュアマシェリとキュアアムール！ フレフレ！愛のプリキュア | 坪田文     | 佐藤順一                 | 三上雅人       | 松浦仁美                          | 山岡直子                     | 山口大悟郎             | 6月17日              |
| 21   | 大暴走？ えみるがなりたいプリキュア！                     | 広田光毅   | 関暁子                   | 関暁子         | 池内直子 森亜弥子                 | 宮本絵美子                   | 田中里緑               | 6月24日              |
| 22   | ふたりの愛の歌！ 届け！ツインラブギター！                 | 成田良美   | 座古明史                 | 平池綾子       | 爲我井克美                        | 山岡直子                     | 今井美紀 李凡善 西田渚 | 7月1日               |
| 23   | 最大のピンチ！ プレジデント・クライあらわる！             | 坪田文     | 志水淳児                 | 志水淳児       | 赤田信人                          | 宮本絵美子                   | 黄国威                 | 7月8日               |
| 24   | 元気スプラッシュ! 魅惑のナイトプール!                     | 村山功     | 畑野森生                 | 畑野森生       | 高橋晃                            | 山岡直子                     | 山口大悟郎             | 7月15日              |
| 25   | 夏祭りと花火とハリーのヒミツ                              | 田中仁     | 角銅博之                 | 角銅博之       | 青山充                            | 宮本絵美子                   | 李凡善                 | 7月22日              |
| 26   | 大女優に密着！ さあやとおかあさん                         | 成田良美   | 田中裕太                 | 田中裕太       | 美馬健二                          | 山岡直子                     | 飯野敏典               | 7月29日              |
| 27   | 先生のパパ修行！ こんにちは、あかちゃん！                 | 広田光毅   | 川崎弘二                 | 川崎弘二       | フランシス・カネダ アリス・ナリオ | 宮本絵美子                   | 今井美紀               | 8月19日8月12日       |
| 28   | あのコのハートをキャッチ♡ フレフレ！もぐもぐ！            | 井上亜樹子 | 村上貴之                 | ひろしまひでき | なまためやすひろ                  | 山岡直子                     | 山口大悟郎             | 8月24日（金）8月19日 |
| 29   | ここで決めるよ！ おばあちゃんの気合のレシピ！             | 有賀ひかる | 平池綾子                 | 平池綾子       | 上野ケン                          | 宮本絵美子                   | 田中里緑               | 8月26日              |
| 30   | 世界一周へGOGO！ みんなの夏休み！                         | 村山功     | 関暁子                   | 関暁子         | 池内直子 森亜弥子 小川一郎        | 山岡直子                     | 李凡善                 | 9月2日               |
| 31   | 時よ、すすめ！ メモリアルキュアクロック誕生！             | 坪田文     | 角銅博之                 | 角銅博之       | 板岡錦                            | 宮本絵美子                   | 黄国威                 | 9月9日               |
| 32   | これって魔法？ ほまれは人魚のプリンセス！                 | 田中仁     | 村上貴之                 | 三上雅人       | 高橋晃                            | 山岡直子                     | 山口大悟郎             | 9月16日              |
| 33   | 要注意！ クライアス社の採用活動！？                       | 坪田文     | 鎌谷悠                   | 鎌谷悠         | 松浦仁美                          | 宮本絵美子                   | 今井美紀               | 9月23日              |
| 34   | 名探偵ことり！ お姉ちゃんを調査せよ！                     | 有賀ひかる | 志水淳児                 | 志水淳児       | 赤田信人                          | 山岡直子                     | 飯野敏典               | 9月30日              |
| 35   | 命の輝き！ さあやはお医者さん？                           | 広田光毅   | 畑野森生                 | 畑野森生       | 美馬健二                          | 宮本絵美子                   | 李凡善                 | 10月7日              |
| 36   | フレフレ！ 伝説のプリキュア大集合！！                     | 村山功     | ひろしまひでき           | 村上貴之       | アリス・ナリオ フランシス・カネダ | 山岡直子 宮本絵美子          | 山口大悟郎             | 10月14日             |
| 37   | 未来へ！ プリキュア・オール・フォー・ユー！               | 村山功     | 田中裕太                 | 田中裕太       | 青山充                            | 宮本絵美子                   | 田中里緑               | 10月21日             |
| 38   | 幸せチャージ！ ハッピーハロウィン！                       | 横手美智子 | 平池綾子                 | 平池綾子       | 上野ケン                          | 山岡直子                     | 今井美紀               | 10月28日             |
| 39   | 明日のために…！ みんなでトゥモロー！                      | 坪田文     | 座古明史                 | 川崎弘二       | 高橋晃                            | 宮本絵美子                   | 黄国威                 | 11月11日             |
| 40   | ルールーのパパ！？ アムール、それは…                      | 坪田文     | 角銅博之                 | 朝倉舞彩       | 増田誠治                          | 山岡直子                     | 李凡善                 | 11月18日             |
| 41   | えみるの夢、 ソウルがシャウトするのです！                 | 坪田文     | 関暁子                   | 関暁子         | 池内直子 森亜弥子                 | 宮本絵美子                   | 大西穣                 | 11月25日             |
| 42   | エールの交換！ これが私の応援だ！！                       | 坪田文     | 菱田正和 三上雅人        | 三上雅人       | 赤田信人                          | 山岡直子                     | 飯野敏典               | 12月2日              |
| 43   | 輝く星の恋心。 ほまれのスタート。                         | 坪田文     | 佐藤順一                 | 岩井隆央       | なまためやすひろ                  | 宮本絵美子                   | 今井美紀               | 12月9日              |
| 44   | 夢と決断の旅へ! さあやの大冒険!                           | 坪田文     | 志水淳児                 | 志水淳児       | 美馬健二                          | 山岡直子                     | 田中里緑               | 12月16日             |
| 45   | みんなでHUGっと！ メリークリスマス☆                       | 坪田文     | 角銅博之                 | 角銅博之       | 青山充                            | 宮本絵美子                   | 大西穣                 | 12月23日             |
| 46   | クライ、ふたたび！ 永遠に咲く理想のはな                   | 坪田文     | 村上貴之                 | 村上貴之       | 下谷美保 中谷友紀子               | 山岡直子                     | 李凡善                 | 2019年 1月6日        |
| 47   | 最終決戦！ みんなの明日を取り戻す！                       | 坪田文     | 川崎弘二                 | 川崎弘二       | 宮本絵美子 山岡直子               | 宮本絵美子 山岡直子          | 黄国威                 | 1月13日              |
| 48   | なんでもできる!なんでもなれる! フレフレわたし!            | 坪田文     | 座古明史                 | 座古明史       | 川村敏江                          | 川村敏江                     | 西田渚                 | 1月20日              |
| 49   | 輝く未来を抱きしめて                                      | 坪田文     | 佐藤順一 座古明史 坪田文 | 岩井隆央       | フランシス・カネダ アリス・ナリオ | 川村敏江 宮本絵美子 山岡直子 | 西田渚                 | 1月27日              |

## 放送局

### 日本国内での放送
字幕放送・連動データ放送はテレビ朝日系列フルネット局のみ実施。
| 放送地域       | 放送局                                                                | 放送期間                     | 放送日時           | 放送系列       | 備考                          |
| -------------- | --------------------------------------------------------------------- | ---------------------------- | ------------------ | -------------- | ----------------------------- |
| 日本国内       | 朝日放送テレビ（制作局）をはじめとする テレビ朝日系列フルネット全24局 | 2018年2月4日 - 2019年1月27日 | 日曜 8:30 - 9:00   | テレビ朝日系列 | 同時ネット                    |
| 鳥取県・島根県 | 山陰放送                                                              | 2018年2月10日 - 2019年2月2日 | 土曜 11:15 - 11:45 | TBS系列        | 遅れネット スポンサードネット |

## 映画
本作品のプリキュアが登場する作品は、2023年9月公開の『映画 プリキュアオールスターズF』の時点で全てクロスオーバー作品となっている。ただし『映画 HUGっと!プリキュア♡ふたりはプリキュア オールスターズメモリーズ』はクロスオーバー作品・オールスターズ映画の要素を持たせているが、本作品のシリーズ単独映画としても位置づけられている。

### クロスオーバー映画
映画 プリキュアスーパースターズ!
2018年3月17日公開。本作品よりキュアエール、キュアアンジュ、キュアエトワール、はぐたん、ハリーが登場。また、はなの家族（キュアエールの回想シーンのみ）が登場。
同作品の公開に合わせ、本作品第6話から第10話までのオープニング映像、並びに第6話・第7話のエンディング映像にて、同作品のハイライトシーンが一部使用されている。
映画 HUGっと!プリキュア♡ふたりはプリキュア オールスターズメモリーズ
2018年10月27日公開。『スーパースターズ!』に登場済みの初期メンバー3人・はぐたん・ハリー（人間の姿でも登場）に加え、キュアマシェリとキュアアムールが映画初登場。プリキュアシリーズ15周年記念作品として、第1作『ふたりはプリキュア』とコラボレーションした作品となる。『映画 プリキュアオールスターズ みんなで歌う♪奇跡の魔法!』以来となる2年半ぶりの『プリキュアオールスターズ』の作品となり、クロスオーバー映画オリジナルのキュアエコーを除いた本作品までのテレビシリーズのプリキュア55人がオリジナルキャストによる声出しで出演する。
同作品の公開に合わせ、本作品第37話から第40話までのオープニング映像にて、同作品のハイライトシーンが一部使用されている。
映画 プリキュアミラクルユニバース
2019年3月16日公開。本作品の5人のプリキュアとはぐたん・ハリーが登場。
映画 プリキュアミラクルリープ みんなとの不思議な1日
2020年10月31日公開。本作品の5人のプリキュアとはぐたん・ハリーが登場。
映画 プリキュアオールスターズF
2023年9月15日公開。プリキュアシリーズ20周年を記念したオールスターズ映画で、本作品を含む歴代プリキュアが総登場する。本作品からはキュアアンジュが声つきのメインキャラクターとなり、この他にキュアエールも台詞つきで登場する。

### その他
『魔進戦隊キラメイジャー エピソードZERO』
2020年2月8日公開。特撮テレビドラマ『スーパー戦隊シリーズ』の1作『魔進戦隊キラメイジャー』の劇場版作品。エンディングにキュアエールがCGキャラクターとして登場する。

## その他の作品
ひろがるスカイ!プリキュア
2023年に放送された、プリキュアのテレビシリーズ第20作目。第11話のエンディング映像冒頭にキュアエールが登場。映像中盤に登場するミラーパッドの画面上にもプリキュアへの変身バンクをハイライトで流す形で登場している。

## 漫画版
これまでのシリーズ同様、『なかよし』（講談社）にて、上北ふたごによる漫画版が2018年3月号から2019年2月号まで連載された。2018年11月号掲載分では『ふたりはプリキュア/Max Heart』からなぎさとほのか、ひかりやベローネ学院ラクロス部のメンバーがゲスト出演している。

### 書誌情報
いずれも通常版と特装版でカバーイラストやピンナップイラストが異なるほか、特装版には描き下ろし漫画を収録した小冊子が付属する。
1. 『HUGっと!プリキュア1 プリキュアコレクション』 2018年8月9日発売
  - 『なかよし』2018年3月号 - 8月号掲載分及び描き下ろし作品を収録
    - 通常版 ISBN 978-4-06-512484-0
    - 特装版 ISBN 978-4-06-512485-7
      - 小冊子には歴代プリキュアが登場する描き下ろし作品を収録。
2. 『HUGっと!プリキュア2 プリキュアコレクション』 2019年3月13日発売
  - 『なかよし』2018年9月号 - 2019年2月号掲載分及び描き下ろし作品を収録
    - 通常版 ISBN 978-4-06-515002-3
    - 特装版 ISBN 978-4-06-515003-0
      - 小冊子には本作品及び『キラキラ☆プリキュアアラモード』『スター☆トゥインクルプリキュア』の3作品のプリキュアが共演する描き下ろし作品を収録。

## キャラクターショー
遊園地やイベント会場等で観覧できるキャラクターショーは3期に分かれており、第1期では初期メンバー3人とはぐたん、人間体のハリーが、敵側はパップルとオシマイダーが登場する。第2期ではマシェリとアムールが加わり、敵側はビシンと猛オシマイダーが登場する。第3期では改心後のパップルが登場するが、敵側としてリストルが声のみで登場し、パップルを洗脳させて戦わせるほか、ハリーが猛オシマイダーになる展開も盛り込まれている。
上記とは別に、劇団飛行船制作の『HUGっと!プリキュア ドリームステージ〜フレフレ!メチャLOVE♥レビュー〜』としてミュージカルショー（有料）も開催された。前年の『キラキラ☆プリキュアアラモード ドリームステージ』同様にミュージカル、ダンスレクチャー、ライブショーの3部構成となっており、ミュージカル本編では敵側からオリジナルキャラのパリピーノが登場するほか、他シリーズからの客演としてキュアホイップとキュアミラクルが登場、さらにライブショーでは『キラキラ☆プリキュアアラモード』『魔法つかいプリキュア!』の全プリキュアも登場する。

## イベント
HUGっと!プリキュアLIVE2018 ライブ・フォー・ユー!!
2018年7月29日に東京都港区の品川ステラボールで開催された、主題歌歌手と出演声優によるキャラクターソングライブ。なお、本公演の映像化および配信は未実施。

## 関連商品
音楽CD・映像ソフトの発売元はいずれもマーベラス。

### 音楽CD
いずれも販売元はソニー・ミュージックマーケティング。サウンドトラック・ボーカルアルバムの詳細は『HUGっと!プリキュア サウンドアルバム』を参照。
シングル
1. 「We can!! HUGっと!プリキュア/HUGっと!未来☆ドリーマー」（2018年3月7日発売）
  - CD+DVD盤：MJSS-09214 - 15
  - 通常盤：MJSS-09216
  - オープニングテーマと前期エンディングテーマを収録。CD+DVD盤のDVDには前期のオープニングおよびエンディングのノンテロップムービーが収録されている。初回限定封入特典は2種共にジャケットイラスト・ステッカー。

2. 「HUGっと!プリキュア キャラクターシングル」（2018年5月23日発売、MJSS-09221）
  - キュアエール・キュアアンジュ・キュアエトワール3人のキャラクターソングを収録したシングルCD。初回限定封入特典はジャケットイラスト・ステッカー、ライブイベント先行抽選応募券。

3. 「HUGっと!YELL FOR YOU」（2018年8月22日発売）
  - CD+DVD盤：MJSS-09222 - 23
  - 通常盤：MJSS-09224
  - 後期エンディングテーマと挿入歌として使用されるえみるとルールーのキャラクターソング「LOVE & LOVE」を収録。CD+DVD盤のDVDには後期のオープニングおよびエンディングのノンテロップムービー、ダンスレッスン映像が収録されている。初回限定封入特典は2種共にジャケットイラスト・ステッカー、ライブイベント先行抽選応募券。

サウンドトラック
1. 『HUGっと!プリキュア オリジナル・サウンドトラック1 プリキュア・サウンド・フォー・ユー!!』（2018年4月25日発売、MJSA-01243）
  - BGMと主題歌のテレビサイズ・バージョンなど全35曲を収録したサントラ盤。初回封入特典はジャケットサイズ・ステッカー。

2. 『HUGっと!プリキュア オリジナル・サウンドトラック2 プリキュア・チアフル・サウンド!!』（2018年12月26日発売、MJSA-01268）
  - BGMと主題歌のテレビサイズ・バージョンなどを収録したサントラ盤。初回封入特典はジャケットサイズ・ステッカー。

ボーカルアルバム
1. 『HUGっと!プリキュア ボーカルアルバム パワフル♥エール』（2018年7月4日発売、MJSA-01247）
  - オープニングテーマのロングイントロバージョンと前期エンディングテーマの別バージョン、挿入歌、キャラクターソング、主題歌歌手によるイメージソングなど全9曲を収録したボーカルアルバム。初回封入特典はジャケットサイズ・ステッカー。

2. 『HUGっと!プリキュア ボーカルベストアルバム  Cheerful Songs Best』（2019年1月16日発売、MJSA-01269）
  - これまで発表された主題歌・挿入歌・キャラクターソングを収録したベスト盤。初回封入特典はジャケットサイズ・ステッカー。

### DVD / Blu-ray Disc
いずれも販売元はポニーキャニオン。
DVDは2018年6月20日から2019年5月22日にかけて全16巻（各巻3話（Vol.16のみ4話）収録）が、Blu-ray Discは2018年9月19日から2019年5月22日にかけて全4巻（各巻2枚組・12話（Vol.4のみ13話）収録）がそれぞれ発売された。
| 巻数 | 収録話数    | ジャケットイラスト                                                                                              | 映像特典                                                                                | 発売日         |
| ---- | ----------- | --- | --------------------------------------------------------------------------------------- | -------------- |
| 1    | 1話 - 3話   | キュアエール キュアアンジュ キュアエトワール はぐたん、ハリー                                                   | 前期ノンテロップOP&ED 前期エンディングダンスレッスンムービー 番組PV集 Blu-ray&DVD告知CM | 2018年6月20日  |
| 2    | 4話 - 6話   | はな、さあや、ほまれ はぐたん、ハリー                                                                           | 前期エンディングダンスレッスンムービー                                                  | 2018年7月18日  |
| 3    | 7話 - 9話   | キュアエール はぐたん、ハリー                                                                                   | 前期エンディングダンスレッスンムービー                                                  | 2018年8月17日  |
| 4    | 10話 - 12話 | キュアアンジュ はぐたん、ハリー                                                                                 | 前期エンディングダンスレッスンムービー                                                  | 2018年9月19日  |
| 5    | 13話 - 15話 | キュアエトワール はぐたん、ハリー                                                                               | 前期エンディングダンスレッスンムービー                                                  | 2018年10月17日 |
| 6    | 16話 - 18話 | はな、さあや、ほまれ はぐたん、ハリー（人間体）                                                                 | 前期エンディングダンスレッスンムービー                                                  | 2018年11月21日 |
| 7    | 19話 - 21話 | キュアマシェリ キュアアムール はぐたん、ハリー                                                                  | 前期エンディングダンスレッスンムービー                                                  | 2018年12月19日 |
| 8    | 22話 - 24話 | はな、えみる、ルールー はぐたん、ハリー（人間体）                                                               | 後期ノンテロップOP&ED 後期エンディングダンスレッスンムービー                            | 2019年1月16日  |
| 9    | 25話 - 27話 | キュアエール キュアアンジュ キュアエトワール                                                                    | 後期エンディングダンスレッスンムービー                                                  | 2019年2月20日  |
| 10   | 28話 - 30話 | キュアマシェリ キュアアムール                                                                                   | 後期エンディングダンスレッスンムービー                                                  | 2019年2月20日  |
| 11   | 31話 - 33話 | キュアエール キュアアンジュ キュアエトワール キュアマシェリ キュアアムール                                      | 後期エンディングダンスレッスンムービー                                                  | 2019年3月20日  |
| 12   | 34話 - 36話 | キュアエール キュアアンジュ キュアエトワール キュアマシェリ キュアアムール はぐたん （チアフルスタイル） ハリー | 後期エンディングダンスレッスンムービー                                                  | 2019年3月20日  |
| 13   | 37話 - 39話 | はな、さあや、ほまれ えみる、ルールー はぐたん、ハリー                                                          | 後期エンディングダンスレッスンムービー                                                  | 2019年4月17日  |
| 14   | 40話 - 42話 | さあや、ほまれ、もぐもぐ                                                                                        | 後期エンディングダンスレッスンムービー                                                  | 2019年4月17日  |
| 15   | 43話 - 45話 | はな、えみる、はぐたん （サンタ服）                                                                             | 後期エンディングダンスレッスンムービー                                                  | 2019年5月22日  |
| 16   | 46話 - 49話 | キュアエール キュアアンジュ キュアエトワール キュアマシェリ キュアアムール はぐたん （マザーハートスタイル）    | 後期エンディングダンスレッスンムービー                                                  | 2019年5月22日  |

| 巻数 | 収録話数    | ジャケットイラスト | 映像特典 | 発売日        |
| ---- | ----------- | --- | --- | ------------- |
| 1    | 1話 - 12話  | キュアエール キュアアンジュ キュアエトワール はぐたん ハリー（人間体） | 前期ノンテロップOP&ED 前期エンディングダンスレッスンムービー 変身シーン集 資料ギャラリー PV&CM集 『映画HUGっと!プリキュア♡ふたりはプリキュア』予告映像 | 2018年9月19日 |
| 2    | 13話 - 24話 | キュアマシェリ キュアアムール はぐたん、ハリー パップル、チャラリート、ダイガン                                                                                             | 後期ノンテロップOP&ED 後期エンディングダンスレッスンムービー 変身シーン集 資料ギャラリー 『映画プリキュアミラクルユニバース』お知らせ映像              | 2019年1月16日 |
| 3    | 25話 - 36話 | キュアエール キュアアンジュ キュアエトワール キュアマシェリ キュアアムール はぐたん、ハリー                                                                                 | 変身シーン集 資料ギャラリー 『映画プリキュアミラクルユニバース』予告映像                                                                               | 2019年3月20日 |
| 4    | 37話 - 49話 | キュアエール キュアアンジュ キュアエトワール キュアマシェリ キュアアムール はぐたん ハリー、リストル、ビシン （ハムスター体） ジョージ、トラウム ジェロス、タクミ、ジンジン | 変身シーン集 資料ギャラリー | 2019年5月22日 |

### ゲームソフト
なりキッズパーク HUGっと!プリキュア
2018年11月21日発売。バンダイナムコエンターテインメントによるNintendo Switch用の子供向けゲームシリーズ「なりキッズパーク」の1作で、簡単な操作で、お仕事体験やはぐたんのお世話などのミニゲーム、オシマイダーとの戦闘、「であえルーム」でのプリキュアたちとの会話などを通じて、なりきり遊びを行うことができる。

### スマートフォンアプリ
HUGっとプリキュア クリスタルコレクション
auスマートパス向けのサービスで、Android版はネイティブアプリ、iOS版はWebアプリで提供している。これまでのコレクションアプリ同様に放送後30分以内にアクセスすることでキャラクターのイラストカードや音声が入手出来るほか、スタンプを貯めることでイラストカードや音声、ボイスムービーが得られる「スタンプコレクション」、表示されたスイーツとシルエットの絵合わせゲーム「HUGっと!コレクション」を遊ぶことができる。
プリキュア つながるぱずるん
2017年3月16日から2020年6月2日まで、バンダイナムコエンターテインメント（BNEI）より配信されていたスマートフォン向けゲームアプリ。2018年3月16日より初期メンバー3人が、8月1日よりキュアマシェリとキュアアムールが実装された。
フレフレみんな!HUGっと!チャレンジ
2018年4月2日より提供開始するスマートフォン向けWebアプリ。アプリ上で指定された「チャレンジ」を達成して「ハートスタンプ」をためてコインを獲得し、データ放送で使うことで「HUGっと!カード」を入手できる。カードをダウンロードしてネームカードにすることも可能となっている。
「HUGっと!プリキュア」LINEスタンプ
無料通話アプリLINEのクリエイターズスタンプ。このスタンプのために新たに描き下ろされたイラスト全40種類を用いている。LINE STOREで販売されている。2018年9月10日から発売。2019年1月20日からは、クライアス社スタンプも発売されている。

### フィギュア
前作から引き続き「プリキュアプリコーデドール」シリーズのフィギュアが発売されている他、本作品ではプリキュアシリーズ最初期に展開されていた「プリキュアスタイル」シリーズとして、ドール玩具も並行して発売されている。
S.H.Figuartsシリーズ

特記のない限り、いずれも魂ウェブ商店限定。
S.H.Figuarts キュアエール
2019年7月発送。メロディーソードとポンポンが付属。
S.H.Figuarts キュアマシェリ
2019年9月発送。ツインラブギター、キュアアムールとの手つなぎパーツが付属。
S.H.Figuarts キュアアムール&はぐたん
2019年12月発送。ツインラブギター、はぐたんのミニフィギュアが付属。
S.H.Figuarts キュアエトワール&ハリハム・ハリー
2020年3月発送。メロディーソードとハリー（妖精体）のミニフィギュアが付属。
S.H.Figuarts キュアアンジュ（未発売）
2019年10月に、参考展示のみを実施。

### 関連書籍
『アニメージュ』2019年1月号増刊 『HUGっと!プリキュア』特別増刊号（徳間書店、2018年11月24日発行）
映画公開に合わせて発行されるアニメージュの増刊号で、これまで同誌に掲載された記事の再録や最新情報、スタッフインタビューや声優の座談会・インタビューなど、テレビシリーズと映画の情報を掲載。
『HUGっと!プリキュア オフィシャルコンプリートブック』（アニメディア編集部・編、学研プラス・発行、2019年4月22日発売）ISBN 978-4-05-611471-3
主要キャラクターの紹介や設定資料、全ストーリーの解説、声優・スタッフなどのインタビュー、劇場版情報などで構成。
『HUGっと!プリキュア設定資料集』（東映アニメーション、2019年9月27日発売）
本作品の設定資料集。A4横版全400ページ、表紙箔押し仕様。
『改訂版 川村敏江 東映アニメーションプリキュアワークス』（一迅社、2021年7月28日発売）ISBN 978-4-7580-1726-8
2014年2月に発売された川村敏江デザインによるプリキュアシリーズ作品のイラストギャラリーを収めた書籍の改訂版で、前回発行時の『Yes!プリキュア5/GoGo!』『スマイルプリキュア!』『プリキュアオールスターズDXシリーズ』に加え、本作品に関する内容と『ハピネスチャージプリキュア!』での10周年記念メッセージの原画などを追加収録。川村による3作品の各種アニメ雑誌やDVDジャケットなどに使われた版権イラスト、キャラクター設定、原画や修正原画などで構成。

### その他の商品
ぷりきゅるみシリーズ
各プリティストアで販売。第1弾では『魔法つかいプリキュア!』・前作『キラキラ☆プリキュアアラモード』・本作品の初期メンバーが様々な妖精の着ぐるみを着たイラストが描かれている。ミニタオル、クッション、アクリルチャーム、缶バッジ、パスケースがある。第5弾で追加メンバーのえみる・ルールーも追加された。
ローソンとのコラボ商品
ローソンのイメージカラーである青と白のストライプ及びワンポイントのピンクをあしらった服を着た本作品のプリキュア5人及び『ふたりはプリキュア』のなぎさ・ほのかの描き下ろしイラストを使った、キャンバスボードと、缶バッジ・キーホルダー・毛布のセットが販売される。
この他にもローソンではシリーズ15周年を記念したグッズや、ローソン限定販売の本作品のグッズも展開されている。

## トピックス
- 第9話の放送が2018年4月1日ということもあり、本作品の東映アニメーション公式サイトではエイプリルフール企画として、この日限定でトップページの表示がはぐたんのみでリンクボタンもはぐたんの話す「はぎゅ〜」で表示される「はぐたん仕様」、またはクライアス社の社員がトップページに登場する「クライアス社仕様」となっていた（更新するたびにいずれかが表示される）[65][66]。また、『映画 プリキュアスーパースターズ!』公式サイトでも同作品の敵キャラクター・ウソバーッカがページを乗っ取ったほか、『ドラゴンボール超』とコラボした映画『映画ドラゴンボール超×映画プリキュアスーパースターズ THE MOVIE 孫悟空VSキュアエール』が制作されるという嘘のリリースも発表している[67]。